# Tabernakel (tent)
De tabernakel (Hebreeuws: מִשְׁכַּן, misjkān), ook wel de ontmoetingstent of tent der samenkomst genoemd, was volgens de Hebreeuwse Bijbel een verplaatsbare tent die dienstdeed als plaats van aanbidding voor de Israëlieten en symbool stond voor Gods verblijf in hun midden. Het verhaal in de Bijbelboeken Exodus, Leviticus en Numeri verhaalt hoe de tent werd vervaardigd en in gebruik genomen overeenkomstig de instructies die Mozes volgens de Bijbel van God had gekregen op de berg Sinaï.
Er is geen archeologisch bewijs dat de tabernakel werkelijk heeft bestaan. De hedendaagse consensus is dat de verhalen rondom Mozes en de omzwervingen in de Sinaïwoestijn mogelijk historische elementen bevatten, maar toch vooral als verhalen moeten worden gelezen. Het concept van de tabernakel is waarschijnlijk etiologisch en kreeg volgens de documentaire hypothese als onderdeel van de priestercodex definitief vorm in de periode rond 450 v.Chr., maar zeker na de Babylonische ballingschap.

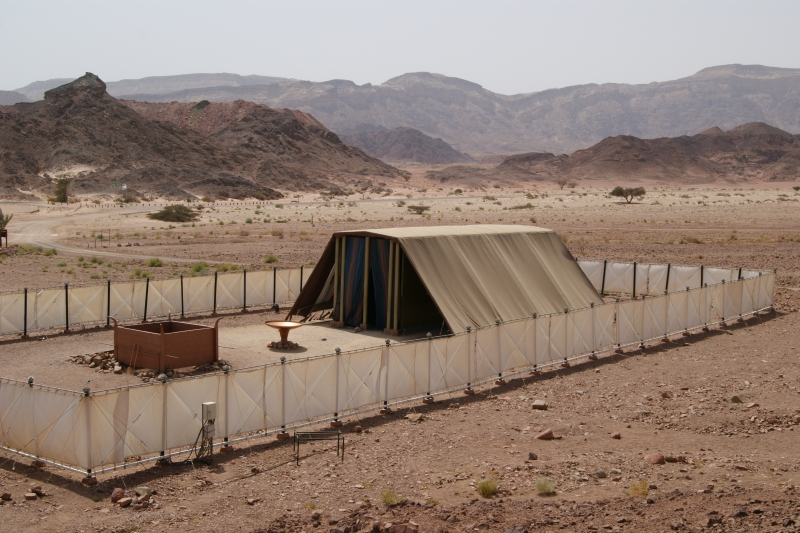
Model van de tabernakel in de Timnavallei in Israël

## Beschrijving
De historisch-kritische exegese heeft twee verschillende verhalen over de tabernakel in Exodus geïdentificeerd: een kortere versie van de Elohist en een langere van de priestercodex. Traditionele commentators geloven dat de kortere versie een ander object beschrijft, misschien Mozes' persoonlijke tent. De Hebreeuwse benamingen in de twee verhalen verschillen. De ene wordt meestal vertaald met "ontmoetingstent", de andere meestal met "tabernakel".

### Versie van de Elohist
Exodus 33:7–10 verwijst naar de "ontmoetingstent", in sommige oudere vertalingen "tent der samenkomst" (Statenvertaling), die buiten het kamp werd opgezet. Als Mozes met God sprak, stond een "wolkkolom" naast de ingang. Het volk richtte hun aanbidding tot dit centrale punt. Deze beschrijving wordt in de documentaire hypothese toegeschreven aan de Elohist (E), waarvan wordt aangenomen dat deze rond 850 v.Chr. of later ontstond.

### Versie van de priestercodex
In Exodus 25-27 en 35-40 staat een veel gedetailleerder beschrijving van de tabernakel. Er wordt gesproken over een door een gordijn (parochet) afgescheiden, binnenste schrijn (het Allerheiligste) waar de ark van het verbond stond, en een buitenste kamer (het Heilige), waar een reukaltaar, een lampenstandaard (menora) en een tafel voor het toonbrood stonden. Deze ruimtes werden omsloten door een voorhof waar een brandofferaltaar stond en een koperen bekken waar de priesters zich konden wassen. Deze beschrijving wordt in de historisch-kritische exegese geïdentificeerd als onderdeel van de priestercodex (P), die zijn definitieve vorm kreeg in de 6e of 5e eeuw v.Chr.
Sommige geleerden geloven dat deze beschrijving ver na Mozes' tijd ontstond en de structuur van de tempel van Salomo weerspiegelt; anderen vermoeden dat de passage een pre-monarchale schrijn beschrijft, misschien het heiligdom van Silo. Traditionele commentators geloven dat het een werkelijke tabernakel beschrijft die in de tijd van Mozes en daarna werd gebruikt. Zij baseren dat vooral op het zeer gedetailleerde verhaal in Exodus 36-39 hoe de bouw van de tabernakel verliep in de tijd van Mozes.

## Naamgeving

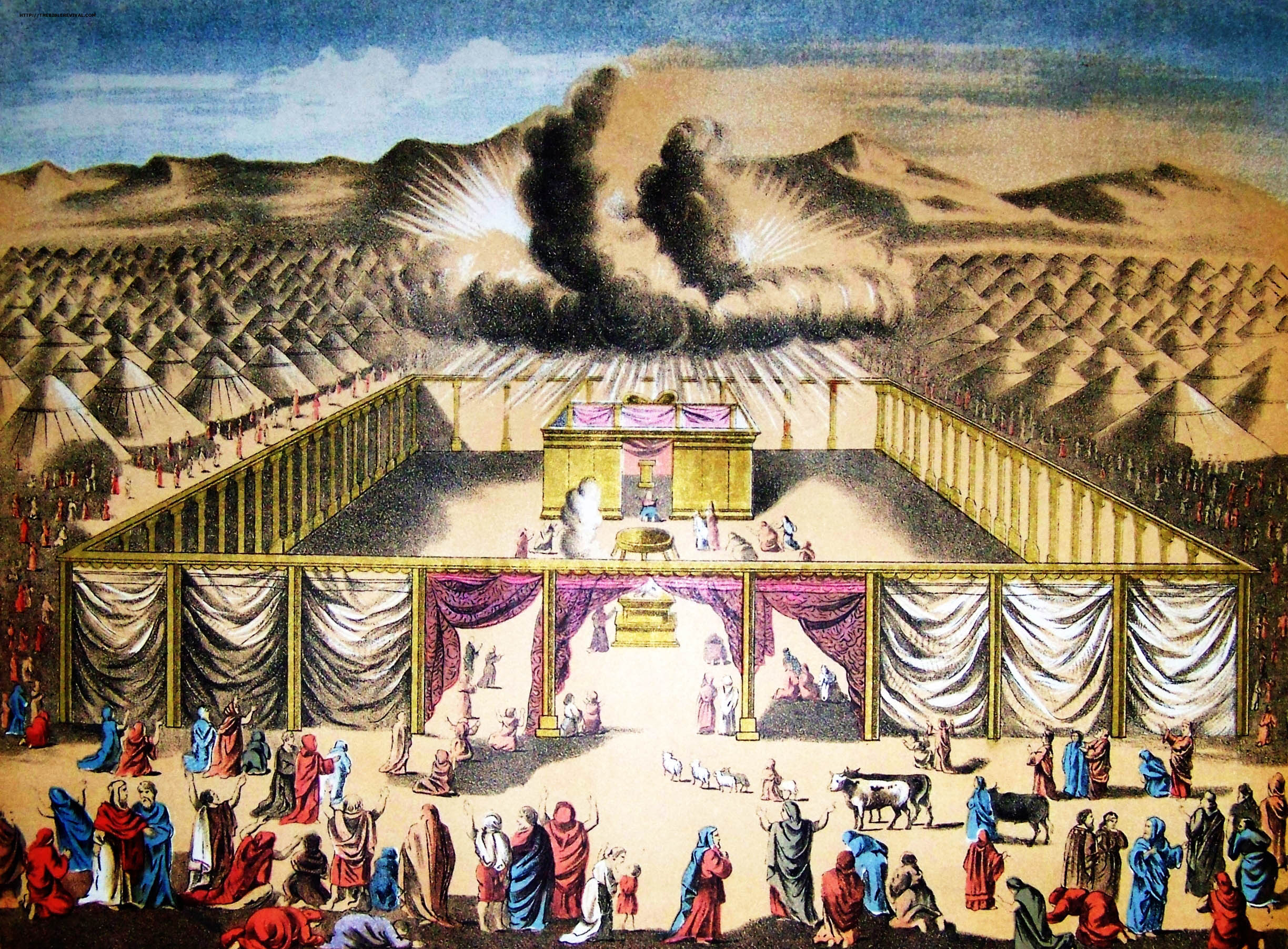
De Israëlieten werden bij de tabernakel vergaderd om naar Gods instructies te luisteren, daarom wordt deze ook de tent der samenkomst genoemd.

De tabernakel wordt meer dan tweehonderd maal in de oorspronkelijke Hebreeuwse tekst genoemd. Gebruikte uitdrukkingen voor de tabernakel in de tekst zijn מִשְׁכַּן (misjkan, "verblijfplaats"), אֹ֫הֶל (ʼohel, "tent") en מִקְדָּשׁ (miqdasj, "heiligdom"). In de Griekse manuscripten wordt het woord σκηνή (skènè, "tent") gebruikt. Het Nederlandse woord tabernakel is afgeleid van het Latijnse woord tabernāculum, dat weer is afgeleid van het Latijnse woord taberna, wat "hut", "winkel" of "taveerne" (herberg) betekent. De Romeinen gebruikten het woord tabernāculum voor elk soort van onderkomen voor soldaten, dat gewoonlijk bestond uit een tent van leer.
Andere uitdrukkingen in oudere vertalingen van de Hebreeuwse Bijbel voor de tabernakel zijn "tent der getuigenis", "woning der getuigenis" of "tabernakel der geboden". In het Nieuwe Testament wordt de tabernakel in Hebreeën genoemd, als vertaling van het Griekse σκηνή, skènè, "tent".

## Historische context
Tentheiligdommen zijn bekend uit een Hettitisch ritueel en uit Carthago. Ook bij Oud-Egyptische feesten om Min te eren, speelden tenten een rol. In Timna werd een Midjanitisch heiligdom ter ere van Hathor uit de 12e eeuw v.Chr. uitgegraven dat oorspronkelijk met rode en gele tentpanelen was overdekt, maar daarna door een muur werd omsloten. Deze vondst versterkte het vermoeden dat het concept van de tabernakel door de Israëlieten werd overgenomen van de Midjanieten.

### Interpretatie achteraf
In de meeste hedendaagse godsdiensthistorische werken wordt de tabernakel beschouwd als een etiologische hineininterpretation (interpretatie achteraf) van de tempel in Jeruzalem. De verovering van Jeruzalem en de vernietiging van de Tempel van Salomo in 587/586 v.Chr. schokte de toenmalige tempeltheologie. Zion, de Tempelberg, kon niet meer zo vanzelfsprekend als woonplaats van JHWH gezien worden, zoals geformuleerd bij de inwijding van de tempel. Een mogelijkheid om hiermee om te gaan, was JHWH te beschouwen als tegenwoordig "in het midden" van de Israëlieten. De tekst in het boek Exodus over de bouw van de tabernakel moet in dit verband worden beschouwd: JHWH is onderweg met Zijn volk; in het tentenkamp scharen de stammen zich in een bepaalde volgorde rondom de tent van JHWH in het midden. Volgens Franziska Bark ontvouwt de heilige ruimte van de tabernakel zich bij het lezen: "Als tekstueel construct is de miškan [tabernakel] a-historisch en onafhankelijk van de toenmalige mobiele omstandigheden. Op deze manier opgevat, is het tentheiligdom met het oog op de veronderstelde existentiële situatie van de redactie een manier om om te gaan met het verlies van plaats en tempel, land en mensen."
Het tentheiligdom in het boek Exodus heeft zowel betrekking op de eerste tempel (van Salomo) als op de Tweede Tempel en verschaft continuïteit. Het verbindt de ark van het verbond, die alleen in de eerste tempel nog bestond, met de zevenarmige kandelaar (menora), een nieuw cultusvoorwerp dat nog niet bestond ten tijde van de eerste tempel, maar die in de cultus van de Tweede Tempel een belangrijke rol had; hetzelfde geldt voor de tafel met toonbroden en de priesterlijke kleding. Volgens Dominik Markl "overbruggen de heiligdomteksten de golf van ballingschap en het gebrek aan identiteit tussen de pre- en post-exilische tempel, aangezien deze laatste ook kan aansluiten bij het oorspronkelijke heiligdom."

## Geschiedenis volgens de Bijbel
Volgens de Bijbelse chronologie zou de tabernakel als joods heiligdom worden gebruikt in de tweede helft van het 2e millennium v.Chr. Er zijn uit deze periode geen primaire bronnen die melding maken van de tabernakel — in aanmerking nemend dat de Thora in de uiteindelijke vorm het resultaat is van een vele eeuwen durend redactieproces, zoals gereconstrueerd in de documentaire hypothese. Geschiedschrijvers en rabbijnen borduurden kennelijk meestal voort op het verhaal in de Bijbel. Over het algemeen wordt aangenomen dat veel zaken die direct of indirect in relatie staan tot de tabernakel, mogelijk een historische kern hebben, maar de verhalen in de loop van de tijd zijn gemythologiseerd. Voorbeelden hiervan zijn de uittocht uit Egypte en de historische Mozes.

### Voorgeschiedenis

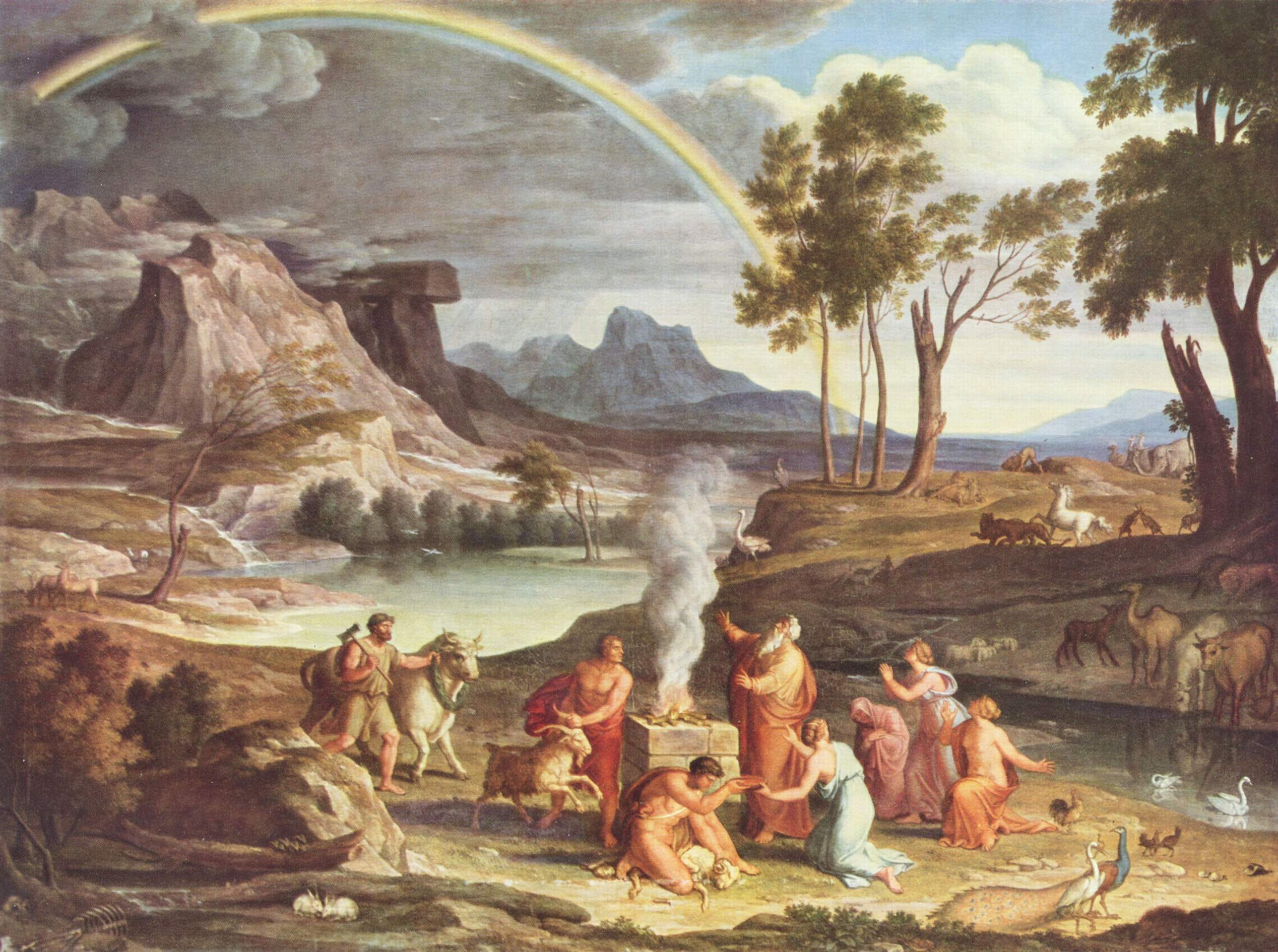
Noach offerde op een reukaltaar nadat hij en zijn gezin de Zondvloed overleefden.
Landschaft mit dem Dankopfer Noahs door Joseph Anton Koch (ca. 1803)

Volgens de verhalen in de Bijbel werden al vroeg in de geschiedenis offers aan God gebracht. Kaïn en Abel, de eerste zonen van Adam en Eva, offerden 'vruchten van de aardbodem' en 'eerstgeborenen van het kleinvee'. In het verhaal over de Zondvloed staat de eerste vermelding van een reukaltaar, dat Noach bouwde nadat hij de Ark verliet. Ook de aartsvaders Abraham, Isaäk en Jakob bouwden altaren voor God. In de Bijbel staat beschreven dat deze altaren gebouwd werden na een speciale gebeurtenis, zoals een ontmoeting met God.
Het Bijbelboek Exodus verhaalt hoe na de dood van Jakob zijn nakomelingen, de Israëlieten, werden onderdrukt door de Farao van Egypte. Nadat Mozes ze met Gods hulp rond de 14e eeuw v.Chr. uit Egypte leidde, maakten de Israëlieten een lange tocht door woestijnachtig gebied naar Kanaän, het Beloofde Land. Toen ze bij de berg Sinaï aankwamen, op het gelijknamige schiereiland, besteeg Mozes deze berg en ontving hij van God de tien geboden en aanvullende wetten. Volgens een van deze wetten mochten er geen gehouwen stenen gebruikt worden wanneer men een altaar maakt. Nadat Mozes weer van de berg was afgedaald, bouwde hij volgens deze instructie een altaar voor God.

### Instructies

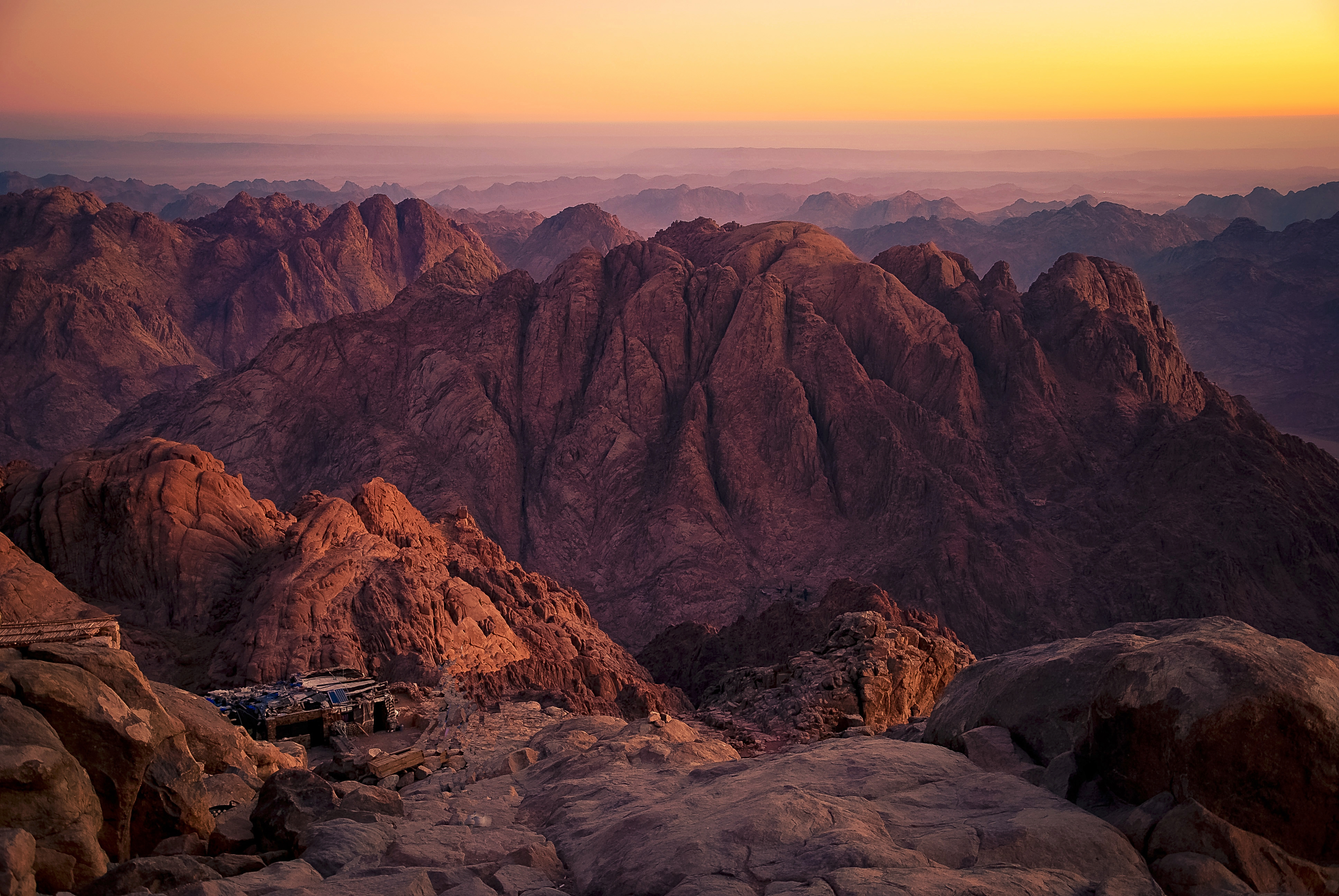
De berg Sinaï, waar Mozes volgens het boek Exodus instructies kreeg voor de bouw van de tabernakel

In het vervolg van het verhaal in de Bijbel wordt verhaald hoe Mozes een tweede maal de berg Sinaï besteeg, waar hij aanvullende wetten van God ontving. Exodus 25-31 bevat uitgebreide instructies van God aan Mozes voor de bouw van de tabernakel en de inwijding ervan. Mozes kreeg de opdracht om specifieke voorwerpen in te zamelen voor de bouw van de tabernakel en de voorhof, de inventaris en de kleding van de priesters.
De in Exodus vermelde instructies behelzen onder andere de te gebruiken materialen en de uitvoering van alle voorwerpen en hun behuizing. Het boek beschrijft ook dat Bezaleël uit de stam Juda en Aholiab uit de stam Dan door God werden aangewezen als degenen die de leiding kregen bij het vervaardigen van al deze voorwerpen.

### Uitvoering

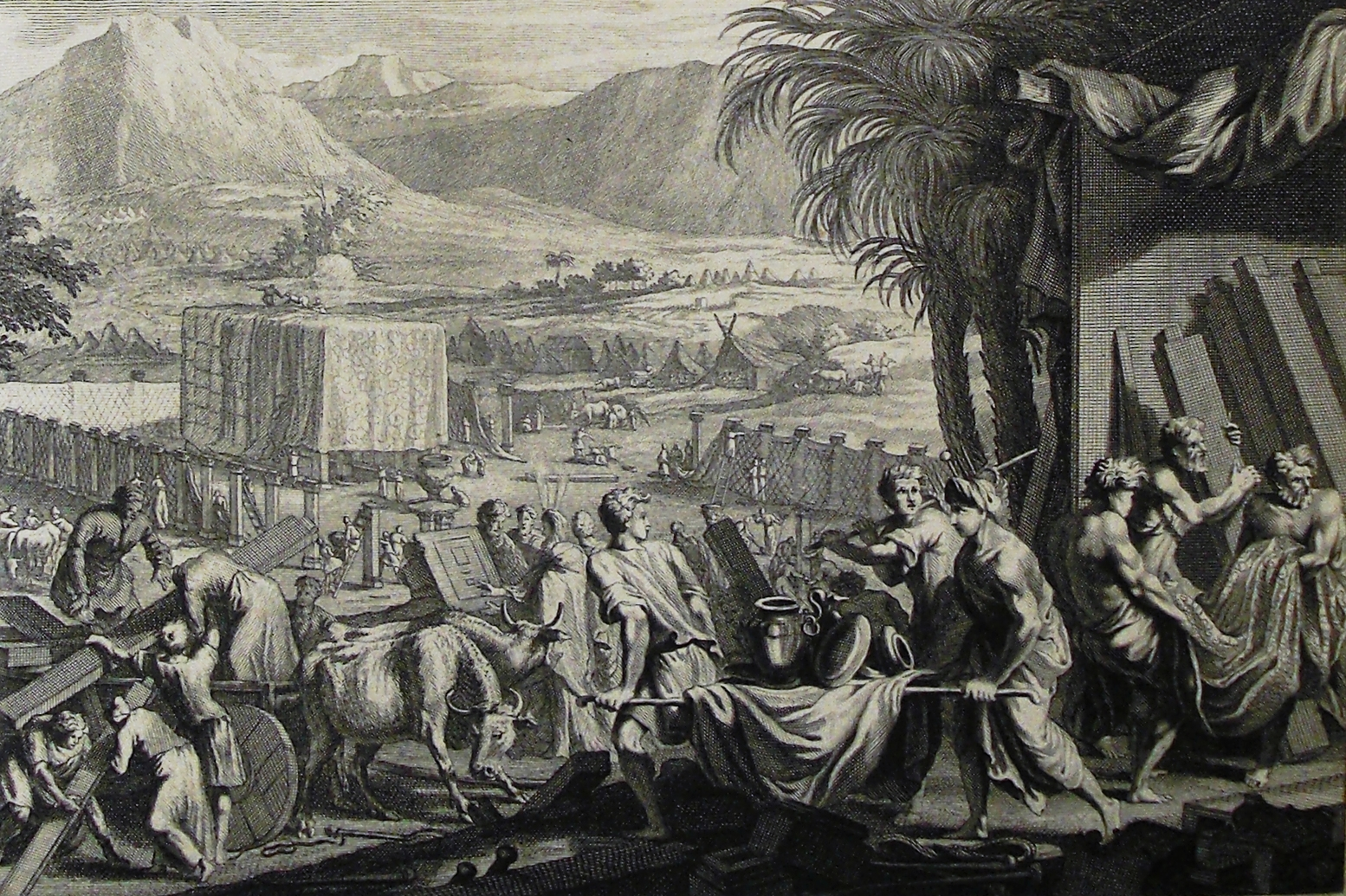
Voorstelling van de montage van de tabernakel

Voor het vervaardigen van de tabernakel, de inventaris en de kleding van de priesters waren veel kostbare materialen nodig. In Exodus 35 wordt verhaald hoe Mozes een beroep deed op de Israëlieten om deze materialen te verzamelen. Er werden voorwerpen afgestaan van goud (ca. 1000 kg), zoals sieraden, alsook van zilver (ca. 3440 kg) en koper. Voor de dekkleden van de tabernakel, de omheining van de voorhof en de kleding van de priesters werden wollen en linnen stoffen, een groot aantal dierenvellen en enkele edelstenen ingeleverd. Ook werden ingrediënten voor het reukwerk en de zalf- en balsemolie bijeengebracht. De Israëlieten namen veel van de genoemde materialen mee toen ze Egypte verlieten. Het verhaal in Exodus vermeldt hoe de Egyptenaren mantels en zilveren en gouden voorwerpen aan de Israëlieten meegaven, kennelijk omdat ze opgelucht waren dat ze eindelijk van de plagen af waren die God over Egypte had gebracht.
In Exodus 36-39 wordt beschreven hoe de tabernakel, de bijbehorende inventaris en de kleding voor de hogepriester en de priesters werden vervaardigd onder leiding van Bezaleël en Aholiab.
In Exodus 40 wordt beschreven hoe Mozes de onderdelen van de tabernakel in elkaar zet op 'de eerste maand, in het tweede jaar, op de eerste der maand', dat wil zeggen op 1 nisan, in het tweede jaar na de uittocht uit Egypte.

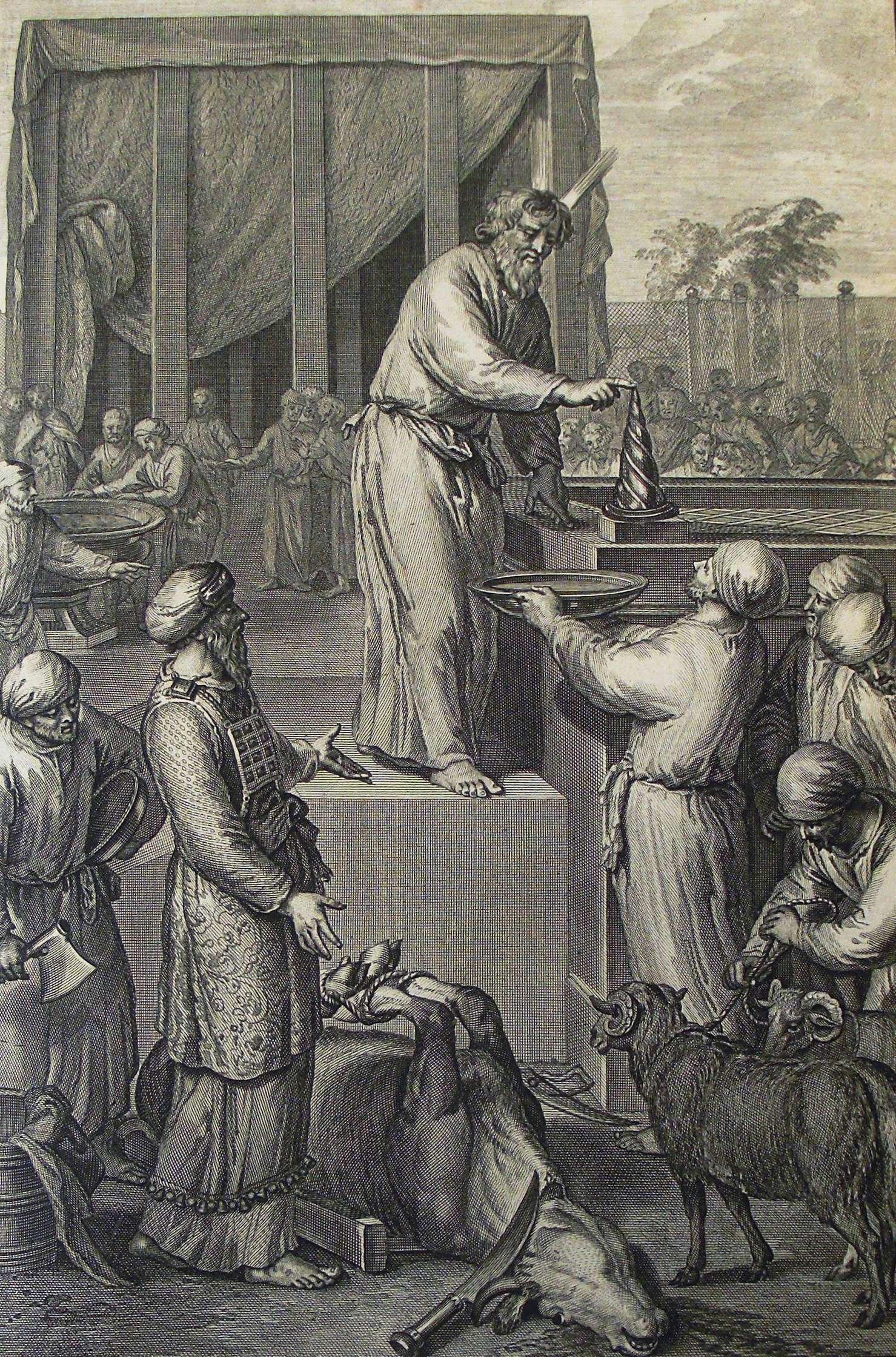
Mozes zalft de hoornvormige versieringen van het brandofferaltaar.

### Zalving en inwijding
In Leviticus 8-9 staat het verhaal opgetekend over de installatie van de tabernakel en de bedienende priesters, volgens de instructies zoals opgetekend in Exodus 29. Mozes verzamelde heel het volk voor de tabernakel om aanwezig te zijn bij deze installatie. Nadat Mozes' broer Aäron en diens zonen Nadab, Abihu, Eleazar en Itamar zich hadden gereinigd trok Mozes hen de priesterkleding aan. Met speciaal vervaardigde zalfolie werden eerst de tabernakel en de inventaris ervan gezalfd en vervolgens het koperen bekken en het brandofferaltaar die op de voorhof gebruikt werden. Daarna werd een kleine hoeveelheid zalfolie op Aärons hoofd uitgegoten, waarna hij als hogepriester werd aangesteld.
Er werden drie offerdieren geslacht, een stier en twee rammen. Delen van de geslachte stier dienden tot het ceremonieel reinigen van het altaar. Daartoe bestreek Mozes de hoornvormige versieringen van het altaar met stierenbloed en stortte het overgebleven bloed daarna uit aan de voorzijde. Het vet, de nieren en een gedeelte van de lever werden op het altaar verbrand, de rest werd verbrand buiten het kamp waarin de tabernakel te midden van de tenten was opgesteld.
Een van de rammen werd, nadat zijn bloed rond het koperen altaar was gesprenkeld, verbrand teneinde een voor God lieflijke geur te verspreiden. Het bloed van de tweede ram werd gebruikt om Aäron en zijn zonen te zalven. Een gedeelte van het vlees werd in de richting van de tabernakel heen en weer bewogen, als een beweegoffer, om vervolgens op het altaar te worden verbrand. Aäron en zijn zonen kregen tot slot opdracht om zeven dagen lang bij de tabernakel te blijven en deze tijd te gebruiken om met aanvullende offers de tabernakel verder te heiligen. Op de achtste dag werd het volk voor de tabernakel vergaderd en werden zonde- en dankoffers gebracht. In Leviticus staat beschreven dat er, nadat Mozes en Aäron het volk hadden gezegend, vuur uit de tabernakel kwam. Dit vuur verbrandde de offerstukken op het brandofferaltaar in de voorhof.
In Numeri 7 staat de dag van de inwijding opgetekend, waarbij de oversten van de twaalf stammen zilveren en gouden voorwerpen en dieren voor de brandoffers schonken. De wolk die de Israëlieten naar het Beloofde Land leidde verscheen boven de tabernakel, als teken dat God de tabernakel in gebruik had genomen. Deze wolk zou voortaan overdag boven de tabernakel blijven, terwijl 's nachts daarvoor in de plaats een vuur verscheen.

### In het Beloofde Land

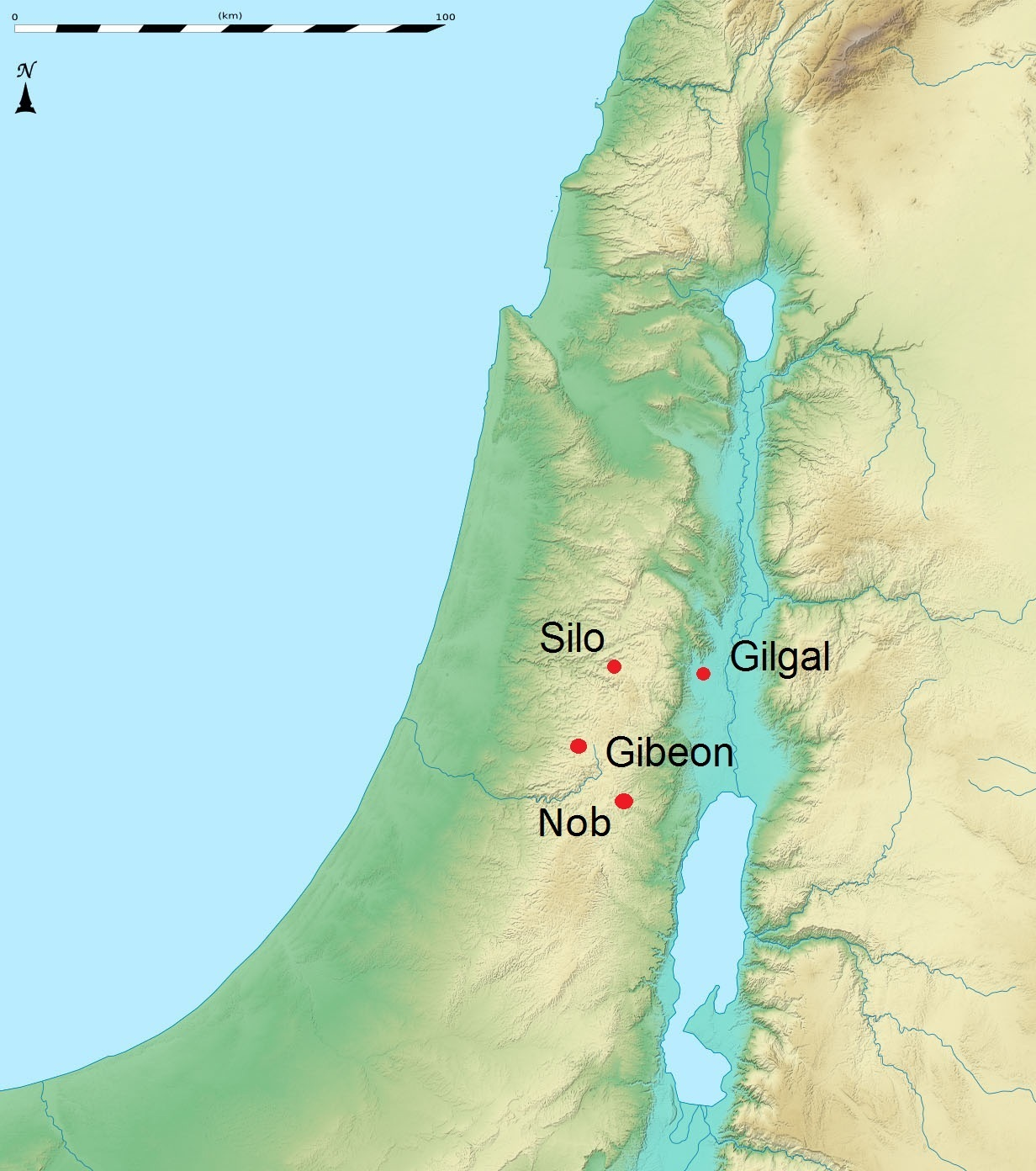
De locaties in Israël (ter indicatie) waar de tabernakel achtereenvolgens werd opgericht volgens het verhaal in de Bijbel: Gilgal, Silo, Nob en Gibeon.

Na de dood van Mozes kreeg Jozua van God opdracht om met het volk uit Sittim op te trekken en het Beloofde Land te veroveren.

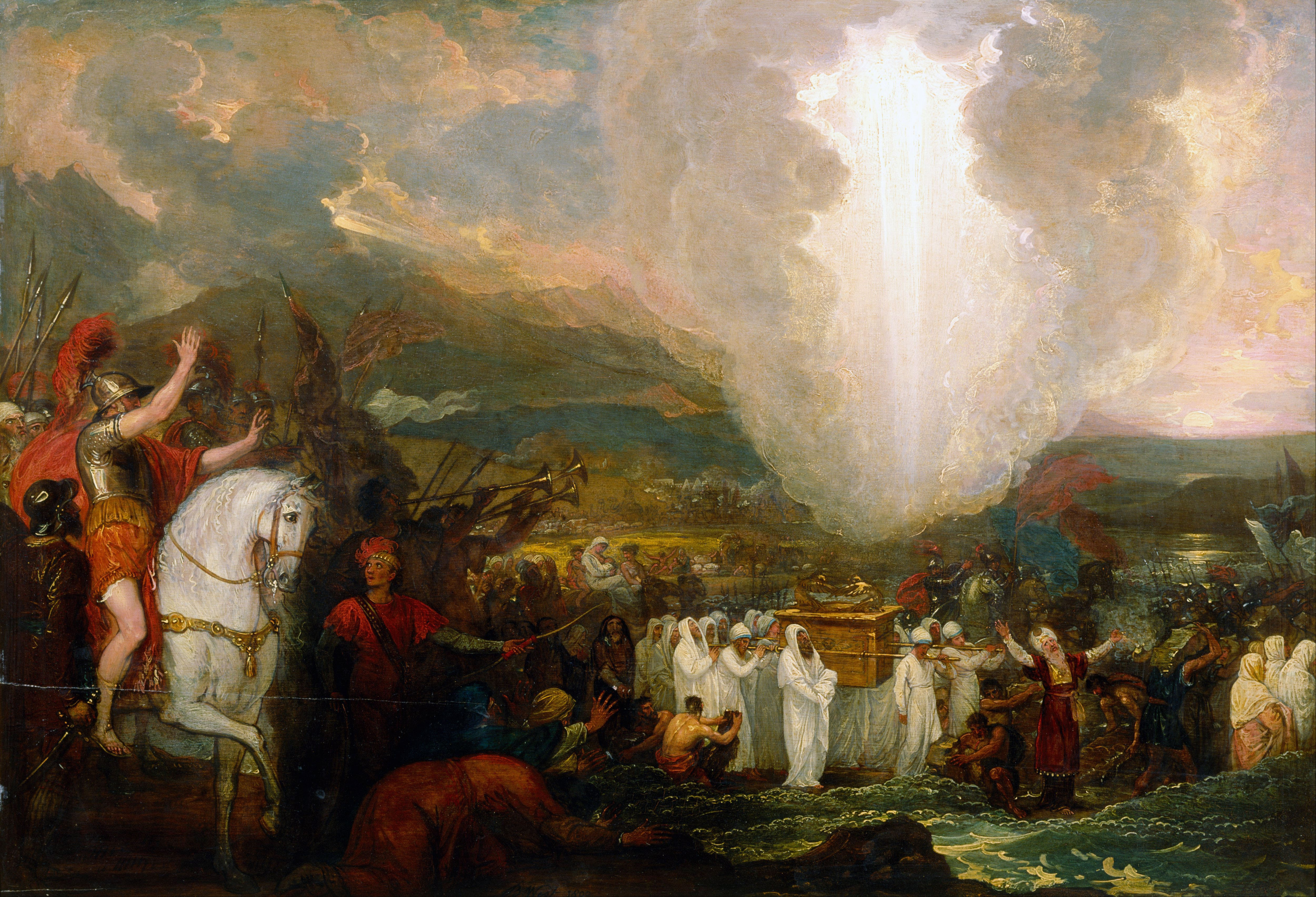
Voorstelling van Jozua die toekijkt hoe de Levieten met de Ark van het Verbond de Jordaan oversteken.
Joshua passing the River Jordan with the Ark of the Covenant door Benjamin West (1800)

#### Te Gilgal
Op 10 nisan werden de Kehatieten die de Ark van het Verbond droegen aan het hoofd van de optocht gesteld en het volk kreeg de opdracht om tijdens de reis tweeduizend el afstand van de Ark te bewaren, wat overeenkomt met ongeveer een kilometer. Toen de dragers van de Ark in de Jordaan stapten bleef het water stroomopwaarts stilstaan en vormde het een dam. Het hele volk Israël kon zo de bedding van de Jordaan oversteken en een kamp opslaan in Gilgal, de eerste locatie van de tabernakel in Kanaän. De Ark van het Verbond speelde ook een rol toen de Israëlieten de stad Jericho bezetten, die op korte afstand ten westen van Gilgal lag. Zes dagen lang trokken Israëlitische soldaten dagelijks eenmaal rond de stad, samen met enkele Kehatieten die de Ark droegen. Op de zevende dag trok de optocht zevenmaal rond de stad en de muren stortten in, waarop de soldaten de stad plunderden. Dat dit soort wonderen geschiedde in aanwezigheid van de Ark, was voor Jozua het bewijs dat God hem hielp bij zijn verovering van het Beloofde Land.

#### Te Silo
Nadat het grootste deel van Kanaän was ingenomen werd de tabernakel verplaatst naar Silo, zestien kilometer ten noorden van het huidige Beit El. Het Bijbelboek Rechters, dat in de chronologie van de Bijbel het boek Jozua opvolgt en de periode van de rechters van Israël beschrijft, maakt geen melding van de tabernakel. Sommige Israëlieten vergaten volgens dit Bijbelboek hun God en begonnen de goden van Kanaän te aanbidden, onder wie Baäl en Ašerah. Er wordt in Rechters wel melding gemaakt van Israëlieten die hun God trouw bleven en altaren voor hem bouwden, zoals rechter Gideon en Manoah, de vader van rechter Simson.

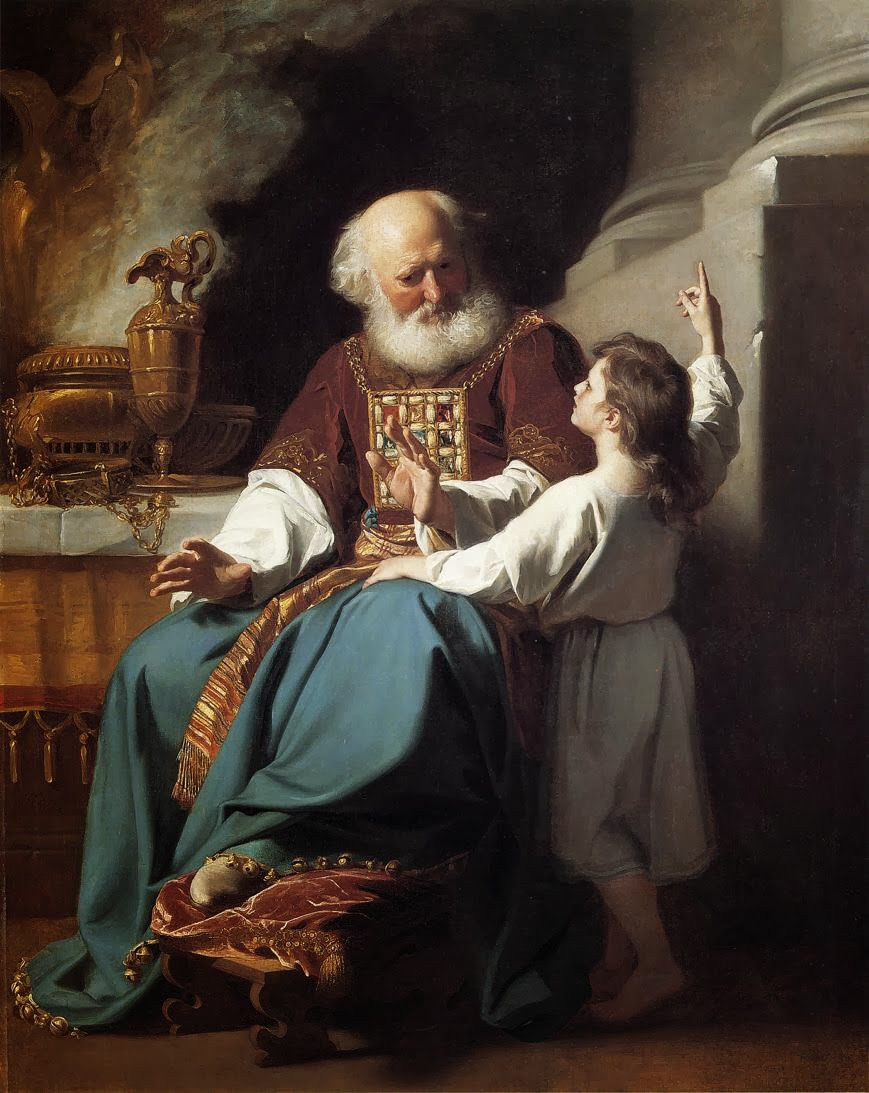
Eli en Samuel in de tabernakel
John Singleton Copley (1780)

Gedurende deze tijd bleef de tabernakel waarschijnlijk in Silo staan. In ieder geval bevond de tent zich hier in de tijd dat Samuel door zijn moeder Hanna aan de hogepriester Eli werd overgedragen om Levietendienst te doen. Samuel was een Kehatiet, maar geen nakomeling van Aäron, en mocht derhalve geen priesterdienst verrichten of in de tabernakel zelf komen. Samuel groeide op het tabernakelterrein op in de tijd dat Eli de hogepriester was.
Samuel trad in Israël op als profeet en kreeg openbaringen van God in de tabernakel te Silo. Later zalfde hij Saul, de eerste koning van Israël. Ook in deze periode bevond de tabernakel zich in Silo, aangezien het verhaal in 1 Samuel 14 melding maakt van een zekere Ahia, de priester des Heren te Silo.

#### Te Nob

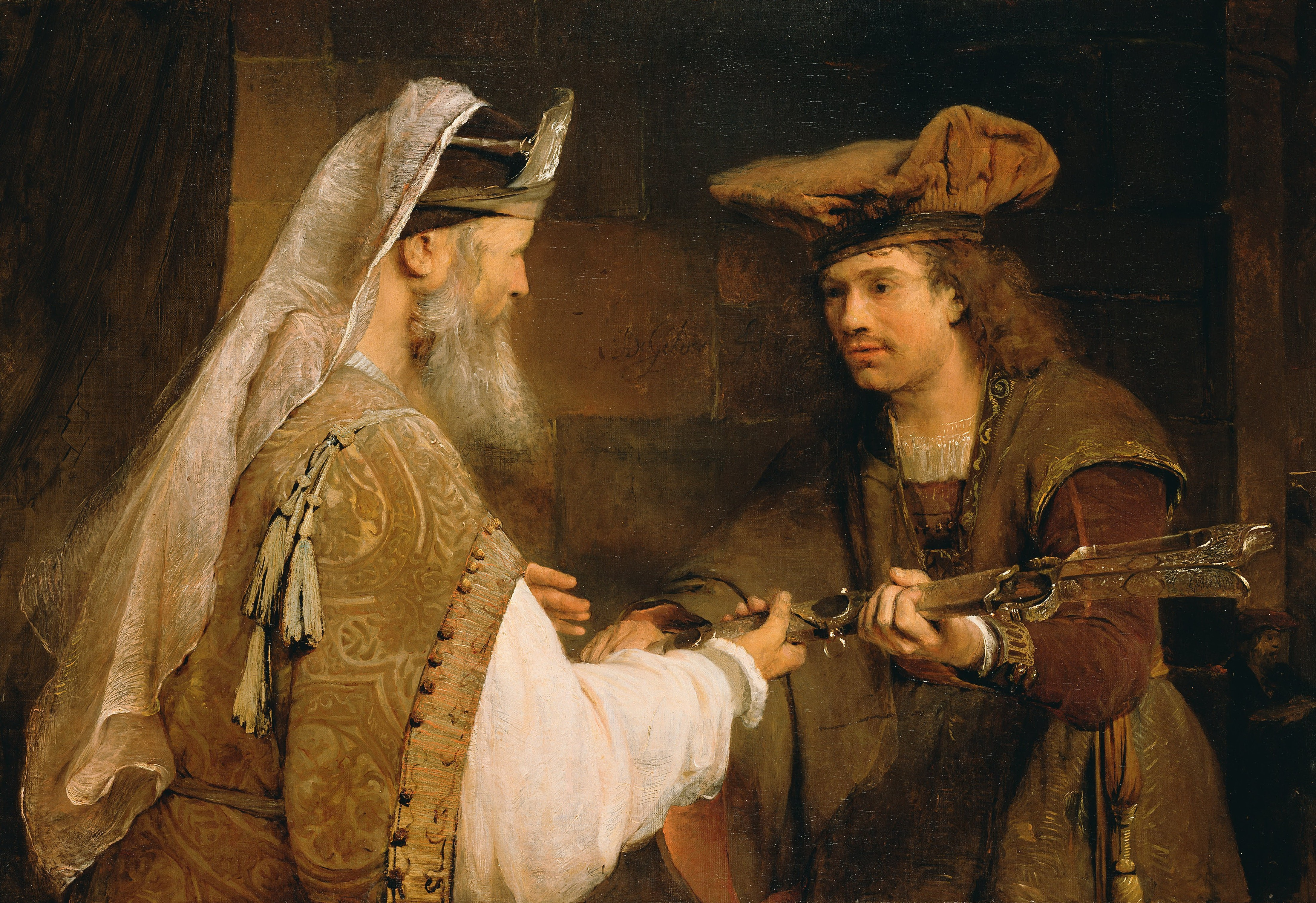
Achimelech geeft Goliath's zwaard aan David.
Arent de Gelder (eind 17e eeuw)

Kennelijk werd de tabernakel tijdens regering van Saul verplaatst van Silo naar Nob, dat waarschijnlijk was gelegen in de directe omgeving van Jeruzalem. De voortvluchtige David en zijn mannen aten hier van het vervangen toonbrood, nadat ze de hogepriester Achimelech hadden verzekerd rein te zijn volgens de wetten die Mozes had opgetekend. Vervolgens kreeg David het zwaard van Goliat mee, dat klaarblijkelijk in de tabernakel lag opgeborgen bij de priesterkleding.

#### Te Gibeon
Na de dood van Saul volgde David hem op als koning over Israël. De tabernakel werd aan het einde van Sauls regering of gedurende die van David verplaatst van Nob naar Gibeon, een plaats ten noorden van de nieuwe hoofdstad Jeruzalem.  
Later vatte David het plan op om een tempel te bouwen, in zijn ogen een waardiger gebouw dan een tent. 
Gedurende de laatste jaren van zijn regering reorganiseerde David met het oog op de toekomstige tempel het werk van de Levieten, waarbij hij duizenden van hen als rechter, poortwachter, muzikant of opzichter aanstelde.
Het was echter zijn zoon Salomo die deze tempel bouwde, naar een ontwerp dat veel overeenkomsten vertoont met dat van de tabernakel. Volgens de Bijbel werd de Tempel voltooid in het vierde jaar van Salomo's regering, 480 jaar na de uittocht uit Egypte. Volgens de Bijbelse chronologie geschiedde dit aan het eind van de 10e of het begin van de 9e eeuw v.Chr.. De laatste offers die gebracht werden voordat de tempel in gebruik werd genomen, liet Salomo brengen in de tabernakel te Gibeon. Daarna werd de tabernakel met de ark van het verbond en bijbehorende gewijde voorwerpen gedragen, waarschijnlijk allemaal naar de tempel van Salomo, maar het is niet duidelijk wat er vervolgens met de tabernakel gebeurde. Volgens Bijbelgeleerde Richard E. Friedman suggereren meerdere Bijbelteksten uit het Oude Testament dat de tabernakel in het Allerheiligste van de tempel van Salomo zou zijn geplaatst, maar over de juiste interpretatie van deze teksten bestaat geen overeenstemming. Wel meldt de Bijbel dat de Ark van het Verbond in het Allerheiligste werd geplaatst, waardoor de nieuwe tempel voor de Israëlieten begon te functioneren als de nieuwe plaats van aanbidding.

## Uitgebreide beschrijving
Exodus beschrijft in detail hoe groot de vergulde houten planken waren waaruit de tabernakel was opgebouwd. Daarmee komt men tot een hoogte van tien el, een lengte van dertig el en een breedte van tien el, wat overeenkomt met de afmetingen die later voor de heilige vertrekken in joodse tempels werden gebruikt. De afmeting van de gebruikte el is niet zeker, maar ligt waarschijnlijk rond de halve meter.
Het binnenste van de tabernakel bestond uit twee ruimten, namelijk het Heilige en het Allerheiligste. Als de maten van deze ruimten overeenkomen met die van de Tempel van Salomo, waarbij de tabernakel als voorbeeld diende, was het Allerheiligste kubusvormig, en wel tien el breed, tien el lang en tien el hoog. Het Heilige is dan twintig el lang, twee keer zo groot als het Allerheiligste. De tabernakel stond in de voorhof: een omheinde ruimte van honderd bij vijftig el met een ingang gericht naar het oosten, net als de ingang van de tabernakel zelf.
De voorhof, het Heilige en het Allerheiligste waren heilig in oplopende gradatie. De voorhof was alleen toegankelijk voor Israëlieten die ceremonieel rein waren, en het Heilige alleen voor priesters. Het Allerheiligste was de ruimte waar God zijn aanwezigheid manifesteerde en was derhalve alleen voor de hogepriester toegankelijk. The Oxford Dictionary of the Christian Church beschrijft de tabernakel als volgt:

Theologically the Tabernacle was held to embody the presence of God in the midst of His people, the symmetry and harmony of its parts to express the Divine perfection, and the carefull gradation of the courts and of the service to reflect the Divine holiness.
(Vanuit theologisch standpunt diende de Tabernakel om de aanwezigheid van God in het midden van Zijn volk te belichamen, de symmetrie en harmonie van zijn onderdelen om de Goddelijke perfectie uit te drukken en de zorgvuldige gradaties van de hoven en de diensten om de Goddelijke heiligheid te weerspiegelen.)

### Constructie
Exodus 26 beschrijft de constructie van de tabernakel, die bestond uit vergulde planken of lijsten van acaciahout met zilveren voetstukken, bij elkaar gehouden door dwarsstangen. Acaciahout is hard, fijngenerfd hout dat weliswaar moeilijk bewerkbaar is, maar erg duurzaam en bovendien bestand tegen insecten. De Israëlieten namen dit hout mogelijk mee op hun lange reis naar Kanaän, maar sommige Bijbelcommentators opperen dat ze de acaciabomen gebruikt kunnen hebben die veelvuldig in het Sinaï-gebied groeiden. Het gebruikte Hebreeuwse woord קרה (qe′resj) wordt meestal met 'planken' vertaald, maar bij planken zouden de cherubs niet te zien zijn geweest die op het binnenste tentkleed geborduurd waren. Daarom menen sommige Bijbelcommentators dat het eerder lijsten waren, te vergelijken met smalle hoge raamkozijnen. Deze lijsten of planken hadden een breedte van anderhalve el en een hoogte van tien el. De twee zijwanden bestonden elk uit twintig lijsten en de achterwand uit zes. Twee hoeklijsten zorgden voor de verbinding tussen de zij- en achterwanden. Elke lijst stond vervolgens weer op twee zilveren voetstukken met inzinking, die elk een talent wogen, wat mogelijk overeenkomt met 34 kilogram. Om de lijsten aan elkaar te bevestigen werden per wand vijf vergulde houten stangen gebruikt, die door ringen gestoken waren die aan de lijsten waren bevestigd. De Bijbel verklaart dat de middelste stang geheel doorliep, waarschijnlijk bestonden de bovenste en onderste bevestigingen elk uit twee stangen.
Binnen de tabernakel werden het Heilige en het Allerheiligste gescheiden door vier vergulde zuilen van acaciahout en een gordijn dat parochet of voorhangsel wordt genoemd. Dit gordijn was gemaakt van getwijnd linnen en blauwe, purperen en scharlaken wollen stoffen, met cherubs erop geborduurd. Volgens de joodse overlevering was de stof zeer dik en kon er geen licht doorheen schijnen. Rasji beweerde dat voor dit gordijn een viervoudige draad van de genoemde stoffen werd gebruikt die in zes lagen werd aangebracht, zodat het gordijn feitelijk 24 lagen dik was. Ook de zilveren voetstukken van de zuilen wogen elk een talent. Voor de ingang van de tabernakel werden vijf vergulde zuilen van acaciahout gebruikt, die in koperen voetstukken stonden. De ingang werd vervolgens afgeschermd met een gordijn gemaakt van dezelfde stoffen als het voorhangsel, maar zonder afbeeldingen van cherubs en, volgens de joodse overlevering, minder dik.

### Dekkleden
|                                                                                         |  |  |
| Afbeeldingen van de tabernakel op een 17e-eeuwse kaart, links zonder tent- en dekkleden |  |  |

Het geheel werd bekleed met vier lagen, zoals beschreven in Exodus 26:1-14.
Allereerst werd het geraamte van de tabernakel overdekt met een dekkleed dat uit twee delen bestond, die beide gemaakt waren van vijf kleden van 28 bij vier el. Deze kleden waren van hetzelfde materiaal als het gordijn voor het Allerheiligste, namelijk getwijnd linnen en blauwe, purperen en scharlaken wollen stoffen. Ook op deze kleden waren cherubs geborduurd, aan de binnenzijde. Het borduurwerk zou alleen te zien zijn geweest als het geraamte van de tabernakel inderdaad uit lijsten bestond. De twee delen waren aan elkaar bevestigd door middel van gouden haken en lussen van blauw draad. Aangezien de kleden slechts 28 el maten, hingen ze aan weerszijden een el boven de grond.
Over de onderste dekkleden werd een dek van geitenhaar gelegd. Dit bestond uit een deel van vijf kleden en een deel van zes kleden, alle bij elkaar gehouden door koperen haken in lussen, vijftig in getal. De afmeting van deze kleden was dertig bij vier el, zodat het geheel groter was dan de onderste bedekking.
De derde bedekking bestond uit één enkel dekkleed van roodgeverfde ramsvellen.
Als laatste werd een vierde dekkleed gelegd. Over het gebruikte materiaal voor dit dekkleed bestaat veel controverse, aangezien men niet met zekerheid kan zeggen hoe het gebruikte Hebreeuwse woord תחש (ta′chasj) vertaald dient te worden. In het verleden meenden sommige Bijbelvertalers dat het woord 'blauw' betekent, maar tegenwoordig zijn de meeste Bijbelcommentators het er met elkaar over eens dat het om een dier moet gaan. Een aantal Joodse commentators denkt dat het gaat om een zeezoogdier, zoals een bruinvis, een dolfijn of een doejong. De Duitse theoloog Wilhelm Gesenius vermoedt dat het gebruikte Hebreeuwse woord vertaald moet worden als 'das' of 'rob' (zeehond).

### Het Heilige

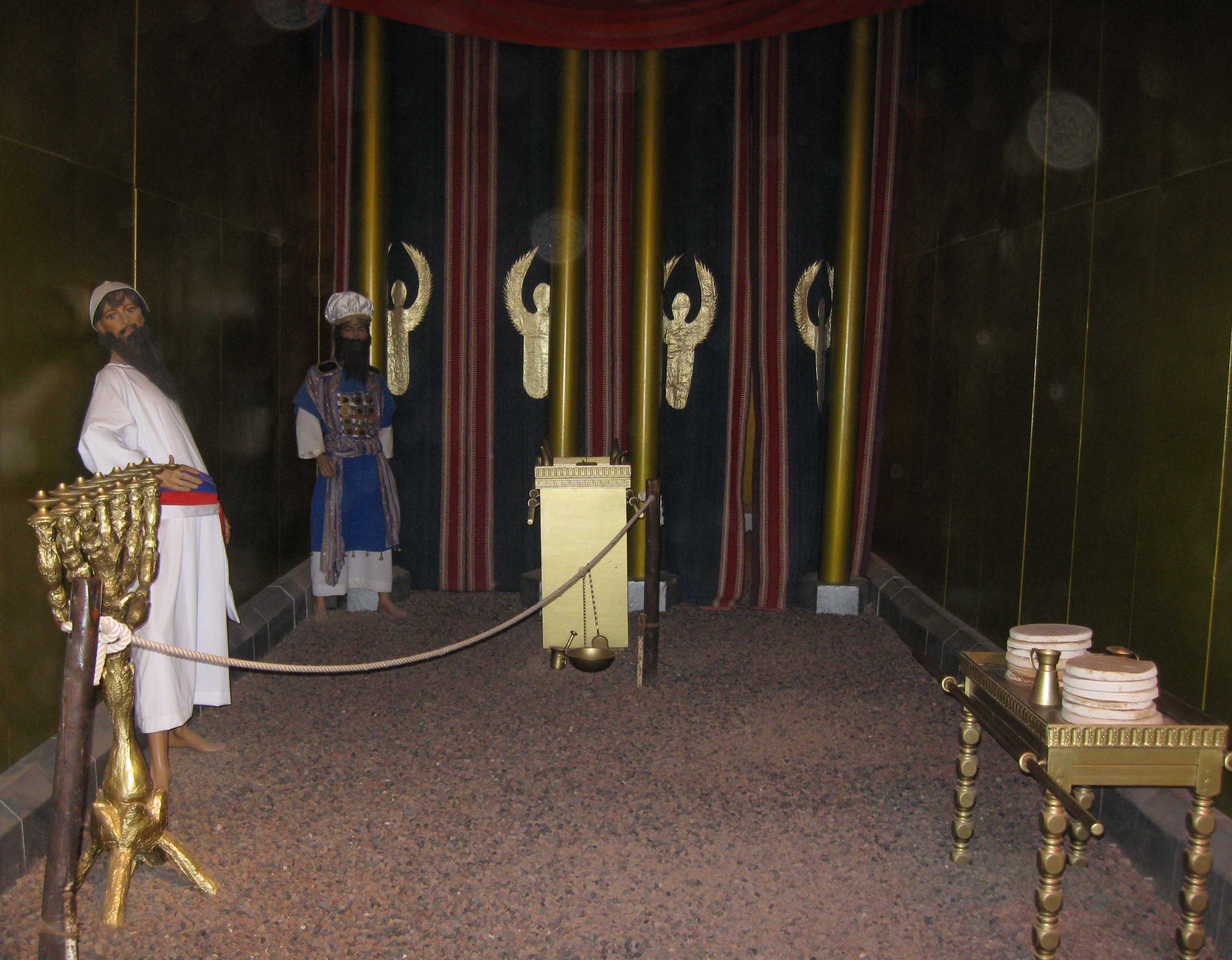
Replica van het Heilige met dienstdoende priester en hogepriester

Het Heilige was de voorste ruimte in de tabernakel; deze was alleen voor de priesters toegankelijk. De ruimte was tien el breed, tien el hoog en waarschijnlijk twintig el lang. Hier stonden de tafel met de toonbroden en het tempelgerei aan de noordzijde, de lampenstandaard aan de zuidzijde, en het reukaltaar aan de westzijde, vlak bij het gordijn dat het Allerheiligste afschermde. Al deze voorwerpen waren van goud of verguld acaciahout.

#### Reukaltaar
Het reukaltaar was bestemd om daarop tweemaal daags reukwerk te branden. Dit reukwerk was van een speciale samenstelling die volgens de Israëlische wet alleen in de tabernakel mocht worden gebrand. Op overtreding stond de doodstraf. Het reukaltaar diende te worden geplaatst vlak voor het gordijn dat het Allerheiligste afschermde.
De oppervlakte van het altaar was een el in het vierkant en twee el hoog. Aan de bovenzijde had het een gouden opstaande rand met op de vier hoeken hoornvormige versieringen van goud. Onder de rand was aan twee zijden een gouden ring bevestigd voor de draagbomen. Zowel het altaar als de draagbomen waren van acaciahout gemaakt en met zuiver goud bekleed.
Er zijn meerdere theorieën over de oorsprong en de betekenis van de vier hoorns. In de Hebreeuwse Bijbel stonden hoorns vaak symbool voor macht in allerlei vormen, zoals de macht van koningen of militaire macht. Mogelijk stonden de vier hoorns van het altaar derhalve symbool voor Gods macht, maar er zijn ook andere theorieën. Volgens sommige commentators zijn de versieringen bijvoorbeeld overgenomen uit andere godsdiensten, zoals die van Egypte.

#### Tafel met de toonbroden

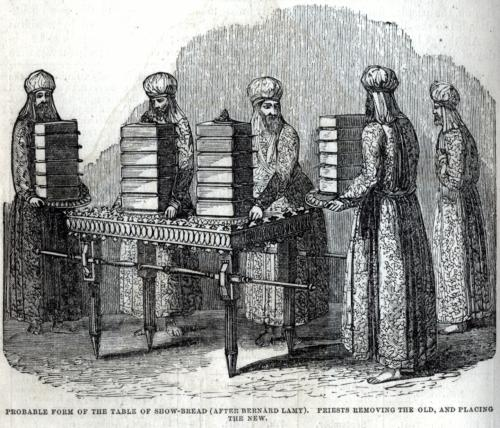
Priesters vervangen het toonbrood op de sabbat.

Het tweede voorwerp in het Heilige was de tafel voor de toonbroden. Deze was twee el lang, een el breed en anderhalve el hoog en had een opstaande rand van één span hoog, wat gelijk staat aan de spanwijdte van een hand, circa 22 centimeter. Aan de poten waren ringen bevestigd voor de draagbomen. De tafel en de draagbomen waren, net als het geraamte van de tabernakel, vervaardigd van acaciahout en vervolgens verguld. Op de tafel dienden twee stapels van elk zes toonbroden te liggen, met daarop vers hars. Op elke sabbat werden nieuwe broden op de tafel gelegd en werden de oude broden door de priesters opgegeten. Aangezien het brood zich een week lang in het Heilige bevond, was het in de ogen van de Israëlieten zelf heilig geworden en diende het op een heilige plaats te worden gegeten, mogelijk in de voorhof. Volgens Flavius Josephus werd het hars in twee gouden bekers op de stapels geplaatst en na het vervangen van het brood op het reukaltaar verbrand.
De Hebreeuwse uitdrukking die met 'toonbrood' is vertaald is לחם הפנים (lechem haPānīm), wat letterlijk 'Brood des Aangezichts' of 'Brood der Tegenwoordigheid' betekent. De ingrediënten voor het toonbrood werden door het volk geleverd en door de Levieten verwerkt. Terwijl de meeste giften van het volk op gezette tijden buiten op het brandofferaltaar werden geofferd, werden de toonbroden voor de afscheiding van het Allerheiligste geofferd, dat wil zeggen: voor 'Gods aangezicht'. Bijbelgeleerden weten niet zeker wat de exacte functie van het toonbrood was, maar mogelijk illustreerde dit offer dat de connectie tussen God en zijn volk verliep via de Levitische priesters.
Op de tafel lagen niet alleen de toonbroden. Ook het tempelgerei werd daarop gelegd: gouden schotels, bekers, kannen en schalen die, volgens de tekst in Exodus, gebruikt werden om plengoffers uit te gieten. De Bijbel vermeldt echter nergens bij welke gelegenheid deze plengoffers werden gebracht. Sommige commentators opperden derhalve het idee dat het drinkoffer niet werd uitgegoten maar, net als het toonbrood, louter diende als een aanschouwelijk offer.

#### Lampenstandaard

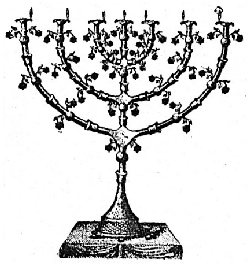
20e-eeuwse afbeelding van de lampenstandaard uit de tabernakel

De lampen in de lampenstandaard, ook wel menora genoemd, dienden volgens de door Mozes opgetekende instructies altijd brandende gehouden worden. De standaard was van zuiver goud en bestond uit een voetstuk en een centrale arm, waaraan aan beide zijden nog drie armen waren bevestigd. Elke arm bevatte een olielamp en was gedecoreerd met versieringen in de vorm van amandelbloesems. Het totaalgewicht aan goud van de lampenstandaard en bijbehorende snuiters en vuurpotten bedroeg een talent, wat mogelijk overeenkomt met circa 34 kilogram.
Volgens de Bijbel was de manifestatie van God vanaf de voorhof zichtbaar als een vuur of een wolk boven het achterste tentgedeelte. Vanuit het Heilige werd de manifestatie echter door het voorhangsel aan het zicht onttrokken. Gods aanwezigheid werd in dit tentgedeelte kenbaar gemaakt door het altijd brandende licht van de lampenstandaard. De menora is een van de oudste en bekendste symbolen van het jodendom. Hij heeft voor veel joden zijn rituele betekenis verloren sinds de vernietiging van de laatste Joodse tempel door de Romeinen, maar afbeeldingen van de menora worden nog veel gebruikt, zoals op het Wapen van Israël.

### Het Allerheiligste

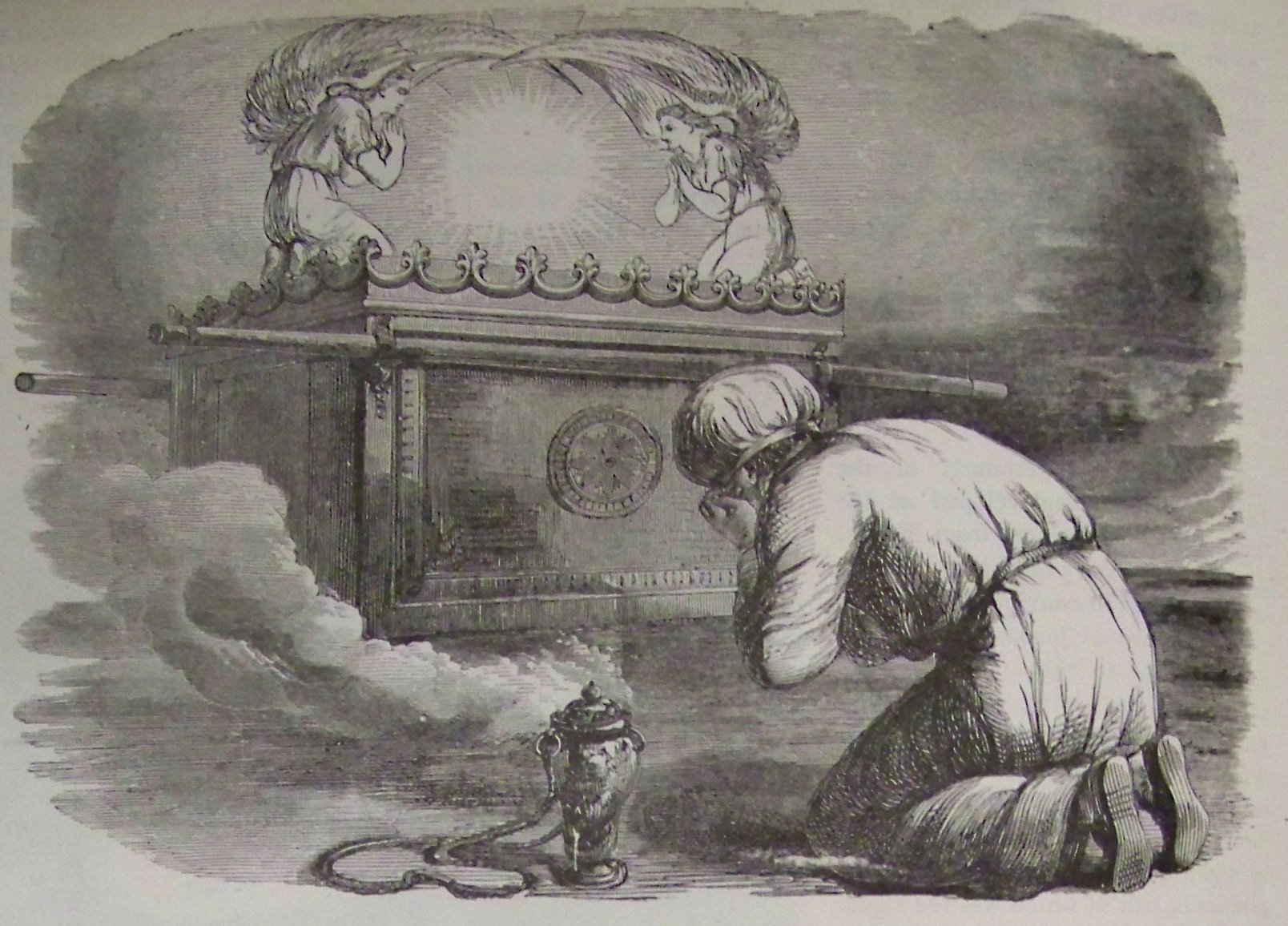
De hogepriester betrad alleen op de Verzoendag het Allerheiligste.

Aan de achterzijde van het Heilige hing een voorhangsel dat een tweede, waarschijnlijk kubusvormige ruimte afschermde. In de Bijbel wordt deze ruimte soms aangeduid met Allerheiligste. Deze ruimte mocht door niemand worden betreden, met uitzondering van de hogepriester, en dan nog alleen om daar op de jaarlijkse Verzoendag (Jom Kipoer) het zoenoffer te brengen voor de zonden van het volk.
De kubusvorm van het Allerheiligste kan op verschillende manieren worden geïnterpreteerd, net als de vierkante vorm van de twee altaren. Het getal vier wordt in de Bijbel vaak in ruimtelijke zin gebruikt om universaliteit te symboliseren. Zo stonden de twaalf stieren onder het koperen bekken met hun gezicht naar de vier windrichtingen. In Ezechiël 1 zou het getal vier in verband kunnen worden gebracht met de Goddelijke openbaring. Volgens de joodse filosoof Philo van Alexandrië duidde het getal vier bovendien op een complete harmonie.

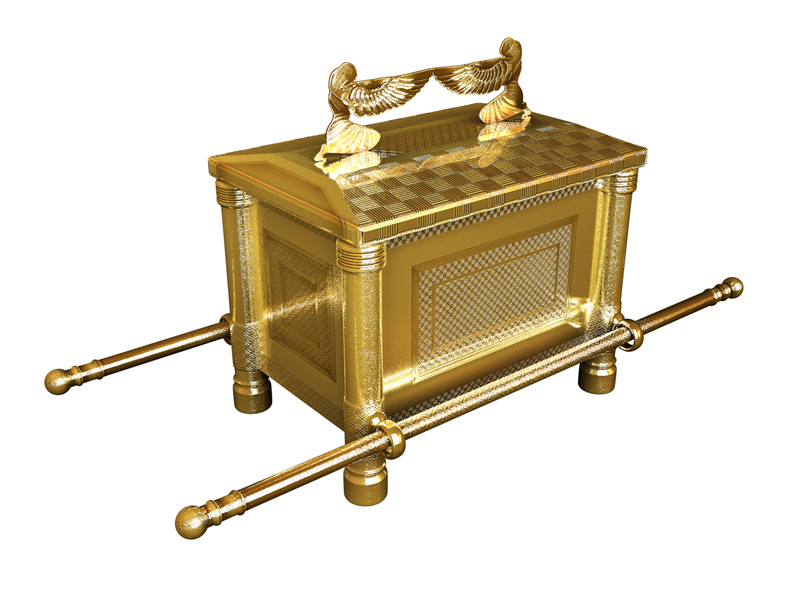
Digitale impressie van de Ark van het Verbond

#### Ark van het Verbond
Het Allerheiligste bevatte slechts één object, namelijk de ark van het verbond. Deze stond symbool voor de aanwezigheid van God, door de joden sjechina genoemd (Hebreeuws: שכינה: 'het wonen'). De ark was twee en een halve el lang, anderhalve el breed en anderhalve el hoog. Hij was van acaciahout gemaakt en aan de binnen- en buitenzijde bedekt met zuiver goud. Voor het vervoer ervan waren aan de ark vier ringen bevestigd, waardoor twee draagbomen van verguld acaciahout werden gestoken die daar moesten blijven zitten, ook wanneer de tabernakel geruime tijd op dezelfde plek zou blijven staan. In de ark dienden, volgens de instructies in Exodus, de stenen tafelen met daarop de Tien geboden gelegd te worden. Later werden ook een kruik met manna en de staf van Aäron in de ark gelegd, maar deze voorwerpen bevonden zich daar niet meer toen Salomo de tempel inwijdde. Volgens de Torah bevatte de ark bovendien de eerste tafelen met de Tien Geboden die Mozes gebroken had.
Het massief gouden deksel van de ark wordt in de Hebreeuwse tekst הַכַּפֹּ֗רֶת (hak·kap·pō·reṯ) genoemd, wat letterlijk 'genadestoel' betekent. Deze term is afgeleid van het Hebreeuws grondwoord voor 'bedekken'. Wanneer de hogepriester op de Verzoendag het Allerheiligste binnentrad, spatte hij bloed op de grond voor de ark, om zo de zonden van het volk te bedekken. Het deksel van de ark wordt daarom in sommige Bijbelpassages, zoals Hebreeën 9:5, aangeduid met de term verzoendeksel. Het deksel was versierd met twee cherubs die met hun gezicht naar elkaar geplaatst waren en hun vleugels uitspreidden boven de ark. God verklaarde aan Mozes dat hij tot hem zou spreken met een stem die zou klinken vanuit de ruimte tussen deze cherubs. De ark was derhalve Gods vaste locatie, waar hij zijn tegenwoordigheid manifesteerde. Dit in tegenstelling tot de afgodsbeelden die omliggende volken gebruikten.

### De voorhof

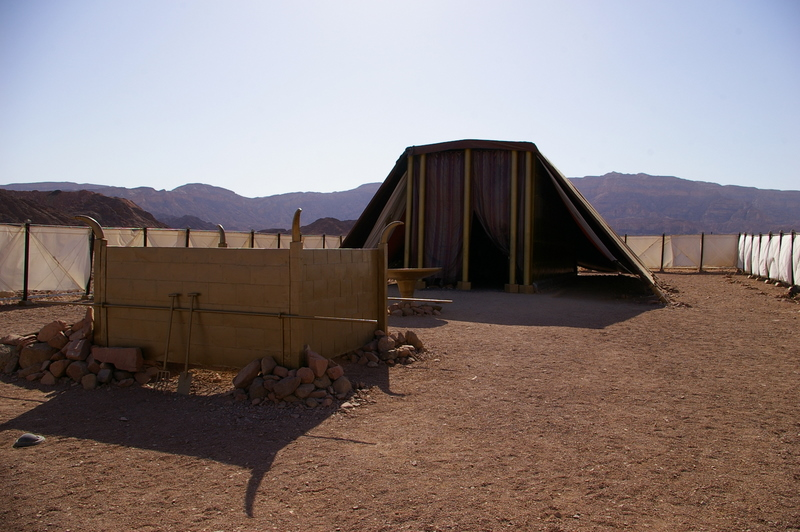
Replica van de voorhof met het brandofferaltaar en het koperen bekken

De voorhof was een afgebakend terrein rond de tent van de tabernakel van vijftig bij honderd el. Het terrein werd afgeschermd door een linnen tentdoek van vijf el hoogte en had, net als de tabernakel, een ingang aan de oostzijde. Het doek werd aan koperen zuilen bevestigd, die op hun beurt in een koperen voetstuk werden geplaatst. Elke lange zijde telde twintig zuilen en elke korte zijde tien zuilen. Tussen de vier middelste zuilen aan de oostzijde was de ingang afgeschermd door een gordijn van twintig el lang, dat bestond uit kleden van getwijnd linnen en blauwe, purperen en scharlaken stoffen, hetzelfde materiaal als de binnenste dekkleden van de tabernakel. Terwijl alle voorwerpen in de twee tentafdelingen van goud waren of verguld, waren de voorwerpen in de voorhof van massief koper of met koper bekleed.
De voorhof werd als een onderdeel van de tabernakel gezien en was volgens de Israëlitische wet een heilige plaats. Personen die ceremonieel onrein waren mochten deze ruimte niet betreden. Eventuele offergaven werden bij de ingang afgegeven. De voorhof deed niet alleen dienst als offerplaats, maar ook als een plek waar Israëlieten hun gebed op konden zenden 'voor het aangezicht van God'. In het Bijbelboek 1 Samuel staan bijvoorbeeld twee gebeden die zijn toegeschreven aan Samuels moeder Hanna, die ze uitsprak voor de tabernakeltent te Silo.

#### Brandofferaltaar

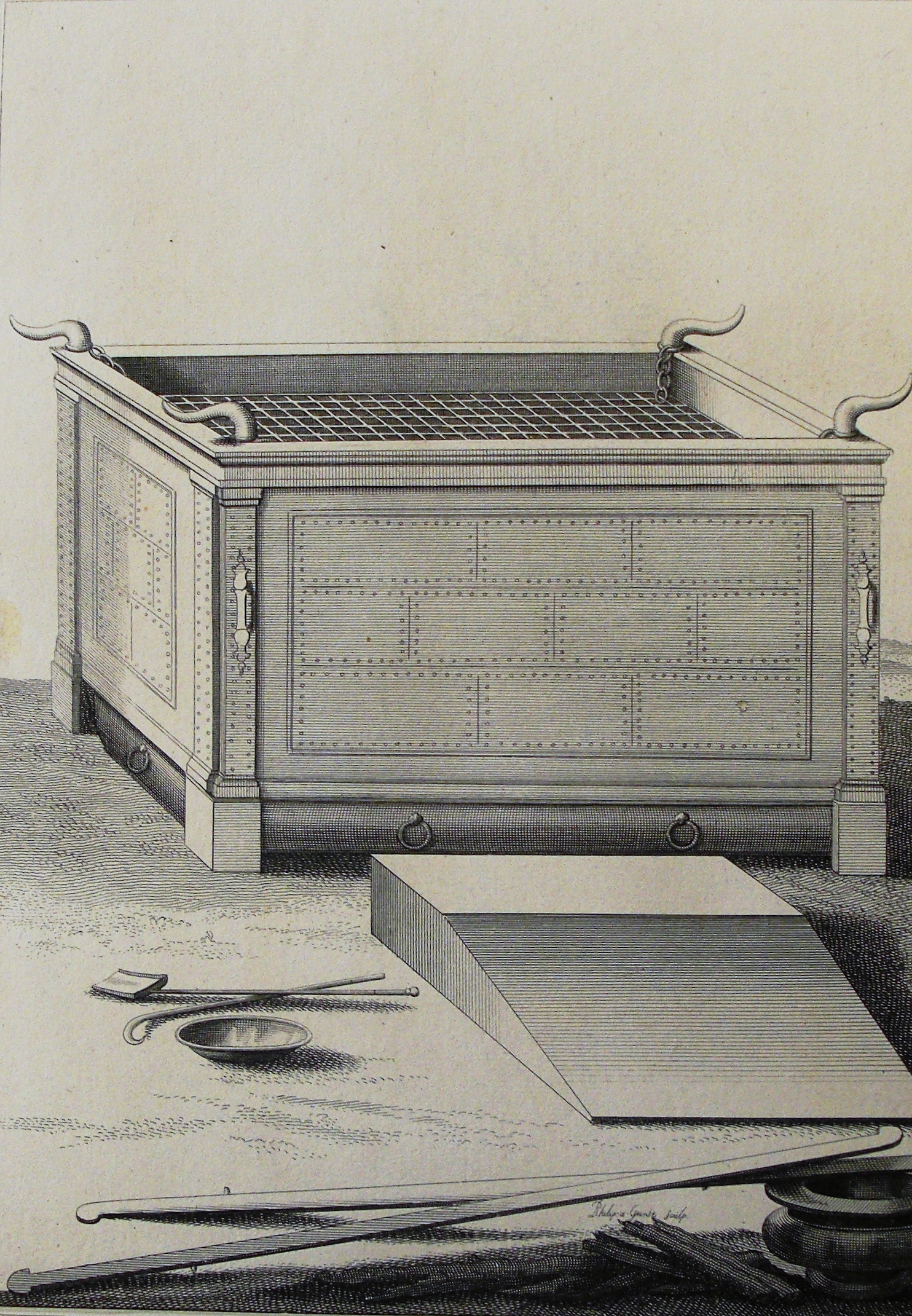
Impressie van het koperen altaar

Het brandofferaltaar stond tussen de ingang van de tabernakel en de ingang van de voorhof geplaatst en diende voor het verbranden van graanoffers en offerdieren. Het mat vijf bij vijf el en was drie el hoog. Het was van acaciahout vervaardigd en vervolgens met koper bekleed, vandaar de bijnaam 'koperen altaar'. Het altaar vertoonde veel overeenkomst met het reukaltaar. Op elk van de vier hoeken was aan de bovenzijde een hoornvormige versiering van koper gemaakt en aan de binnenzijde zaten koperen ringen. Hierin hing een koperen traliewerk waarop de offergaven werden gelegd. Aan de zijkant van het altaar waren koperen ringen bevestigd voor de draagbomen, die ook van met koper bedekt acaciahout gemaakt waren. Het koperen gerei van het brandofferaltaar bestond uit schoppen, vorken, schalen, vuurpotten en bakken die de as van het verbrande offer opvingen.
In oude culturen waren heiligdommen vaak vrijplaatsen voor mensen die wilden ontsnappen aan gerechtelijke vervolging. Kennelijk begonnen de Israëlieten het brandofferaltaar ook zo te zien, maar volgens de Israëlitische wet was het brandofferaltaar hier niet voor bedoeld. De Bijbel verhaalt hoe Salomo's halfbroer Adonia en legeraanvoerder Joab na een mislukte staatsgreep asiel zochten in de voorhof door de hoornen van het altaar vast te grijpen. Adonia werd gespaard, maar Joab werd geëxecuteerd.

#### Koperen bekken
Voordat de priesters de tabernakel betraden of offers brachten op het brandofferaltaar dienden zij hun handen en voeten te wassen in het koperen bekken, dat tussen de tent en het koperen altaar stond. In tegenstelling tot de instructies voor het vervaardigen van de overige voorwerpen in en om de tabernakel waren de instructies van dit bekken weinig gedetailleerd. Het diende op een koperen onderstel te staan, maar er worden geen afmetingen of gewichten genoemd. Het bekken wordt in het Hebreeuws כִּיּוֹר (kiyyir) genoemd, dat zowel 'bassin' als 'pot' of 'vat' kan betekenen. In de Masoretische Tekst wordt niet gesproken over het vervoer van het bekken, maar in de Septuagint staat in Numeri 4:14 opgetekend dat het bekken en het onderstel werden verpakt in een purperen kleed met daaromheen een blauw dekkleed, om vervolgens vervoerd te worden op draagbomen. In de meeste Bijbelvertalingen wordt dit gedeelte echter weggelaten.

#### Latere toevoegingen
Toen de tabernakel in Silo stond werd de omheining kennelijk vervangen door een muur met een poort, daar het verhaal in 1 Samuel spreekt over deuren die elke ochtend geopend werden. Aangezien Samuel volgens hetzelfde Bijbelboek 'in de tempel' lag, is het mogelijk dat er bovendien slaapvertrekken waren gebouwd in de voorhof.

### Plaats in het kamp

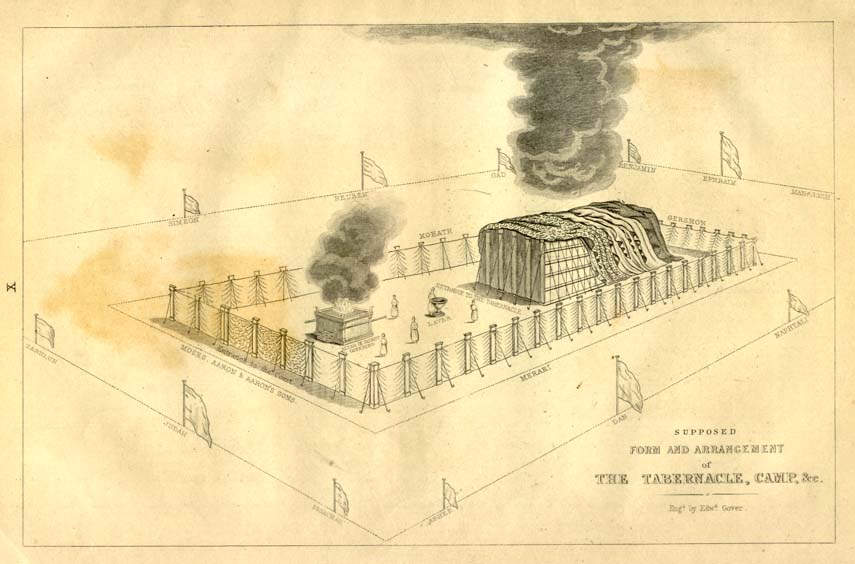
19e-eeuwse illustratie van de tabernakel en de rangschikking van de stammen rondom

Volgens Exodus 25:8 beloofde God aan Mozes dat hij 'in het midden' van de Israëlieten zou wonen. Tijdens de tocht naar het beloofde land gaf de indeling van het Israëlische kamp een letterlijke invulling aan deze tekst, aangezien de Israëlieten hun tenten rondom de tabernakel opsloegen. Dit werd gedaan conform de aan Mozes gegeven instructies die staan opgetekend in Numeri 2. De tabernakel was volgens het verhaal in de Bijbel altijd vanuit elke kampafdeling te zien, aangezien de aanwezigheid van God kenbaar werd gemaakt boven het Allerheiligste, overdag door een wolk en 's nachts door een vuur.
Rond de voorhof werden de Levieten gebivakkeerd. Zij werden gegroepeerd naar de afstammelingen van Levi's zonen: Kehat, Gersom en Merari. De Gersomieten werden in het westen gelegerd en de Merarieten in het noorden. De Kehatieten werden in het zuiden gelegerd, met uitzondering van Aäron en zijn nakomelingen; dezen werden in het oosten gelegerd, aan de kant van de ingang van de voorhof. Om de tenten van de Levieten heen werden de overige twaalf stammen gelegerd. In het oosten waren de stammen Juda, Issachar en Zebulon gelegerd, in het zuiden de stammen Ruben, Simeon en Gad, in het westen de stammen Efraïm, Manasse en Benjamin en in het noorden de stammen Dan, Aser en Naftali.
De aanwezigheid van de tabernakel vereiste dat het hele Israëlitische kamp rein was. In de wetten die Mozes opgetekend zou hebben, stonden speciale instructies om deze reinheid te waarborgen. Melaatsen dienden bijvoorbeeld buiten het kamp in quarantaine te worden gehouden, oorlogsbuit mocht niet in het kamp worden gereinigd en de Israëlieten dienden buiten het kamp hun behoeften te doen.

## Levietendienst
Alle werkzaamheden met betrekking tot de tabernakel werden verricht door mannelijke Levieten van dertig tot vijftig jaar, voor lichtere werkzaamheden was de ondergrens 25 jaar. Koning David veranderde deze leeftijd in twintig jaar, aangezien de tabernakel niet meer vervoerd hoefde te worden met de bouw van de tempel in het vooruitzicht.
De Kohaniem, de afstammelingen van Mozes' broer Aäron, waren de enigen die als priesters dienstdeden in de tabernakel en de voorhof. Alle Levieten waren vrijgesteld van de dienstplicht en van andere werkzaamheden dan de tabernakeldienst. Om in het levensonderhoud van de Levieten te voorzien gaven de overige twaalf stammen hen een tiende deel van hun oogst en veestapel en na een succesvolle krijgstocht een deel van de buit.

### Vervoer

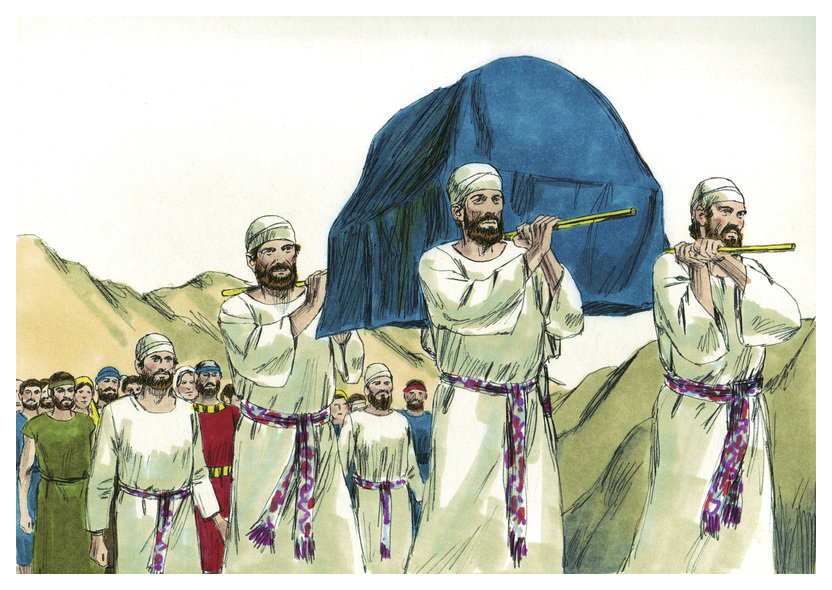
De inventaris van de tabernakel en de voorhof werd afgedekt en vervoerd op de schouders.

Tijdens de reis naar het Beloofde Land gaf God de Israëlieten telkens het teken om op te breken en verder te trekken door de wolk boven de tabernakel omhoog te heffen. Voor het transport van de tabernakel en de inventaris kreeg Mozes uitvoerige instructies opgedragen, die onder andere beschreven welke Levieten verantwoordelijk waren voor welk onderdeel. De Kehatieten zorgden voor de heiligste zaken. De Kohaniem namen eerst het voorhangsel van het Allerheiligste af en pakten de gehele inventaris van de tabernakel en de voorhof in doeken in. De voorwerpen in de tabernakel mochten namelijk niet gezien worden door andere Levieten dan Aäron en zijn nakomelingen, ook niet door de overige Kehatieten, die verantwoordelijk waren voor het vervoer ervan.
De Gersomieten zorgden voor de tent- en dekkleden, de doeken van de voorhof en het ingangsgordijn en de tentkoorden van de tabernakel. De Merarieten vervoerden de tentkoorden van de omheining van de voorhof en het gehele skelet van de tabernakel en de omheining, inclusief de zuilen, de voetstukken en de tentpinnen. Voor het vervoer kregen de Gersomieten en de Merarieten met runderen bespannen wagens ter beschikking, maar de Kehatieten dienden hun heilige vracht op de schouders te dragen. Wanneer de tabernakel werd verplaatst, waren de Kehatieten de laatsten die vertrokken, zodat de overige Levieten de tijd hadden om de tabernakel op tijd weer op te bouwen. Zodra de Kehatieten arriveerden, richtten de Kohaniem de tabernakel weer in.

### Offers

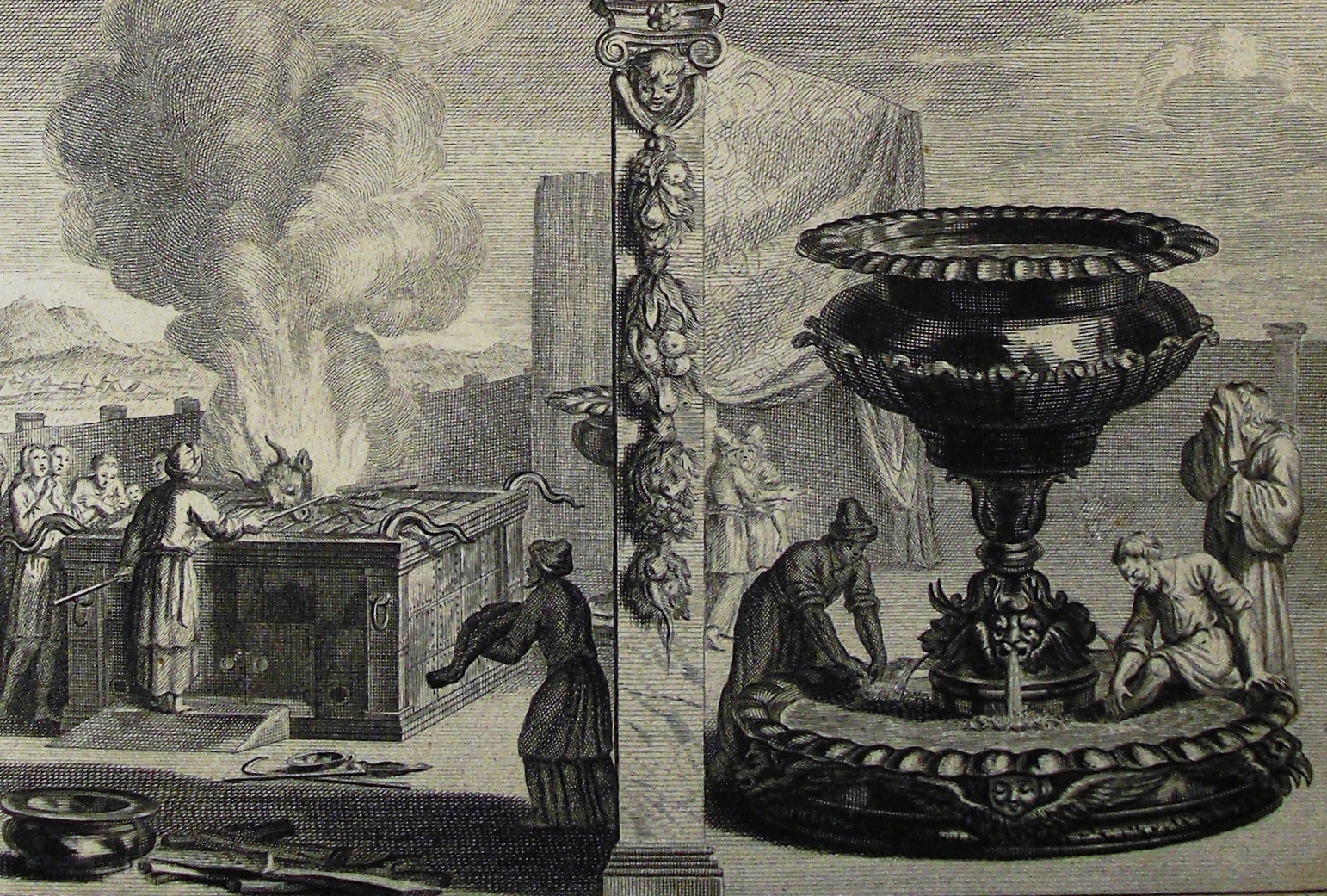
Offergaven op het brandofferaltaar en reiniging in het koperen bekken in de voorhof

De Israëlieten mochten volgens de Bijbel alleen offers brengen op plaatsen die door God waren goedgekeurd. Tijdens de reis door de woestijn naar het beloofde land werd er derhalve, na de inwijding van de tabernakel, alleen op het tabernakelterrein geofferd. De offers mochten uitsluitend worden verricht door de Kohaniem. Wanneer anderen een offer aan God wilden brengen, overhandigden zij de offergave aan de dienstdoende priesters.

## Visies op de symboliek
Veel van de symboliek van de tabernakel en de inventaris van tabernakel en voorhof wordt in de boeken van het Oude Testament behandeld. Zo stond de Ark van het Verbond symbool voor Gods tegenwoordigheid, het koperen bekken voor reiniging of heiliging, en de tabernakel in zijn geheel voor Gods verblijf in het midden van zijn volk. Deze uitleggingen worden door de drie voornaamste abrahamitische religies erkend: het jodendom, het christendom en de islam. Andere aspecten van de tabernakel laten zich echter niet zo makkelijk begrijpen en hebben geleid tot wijd uiteenlopende interpretaties, met name onder de joden en de christenen.

### Joodse interpretaties

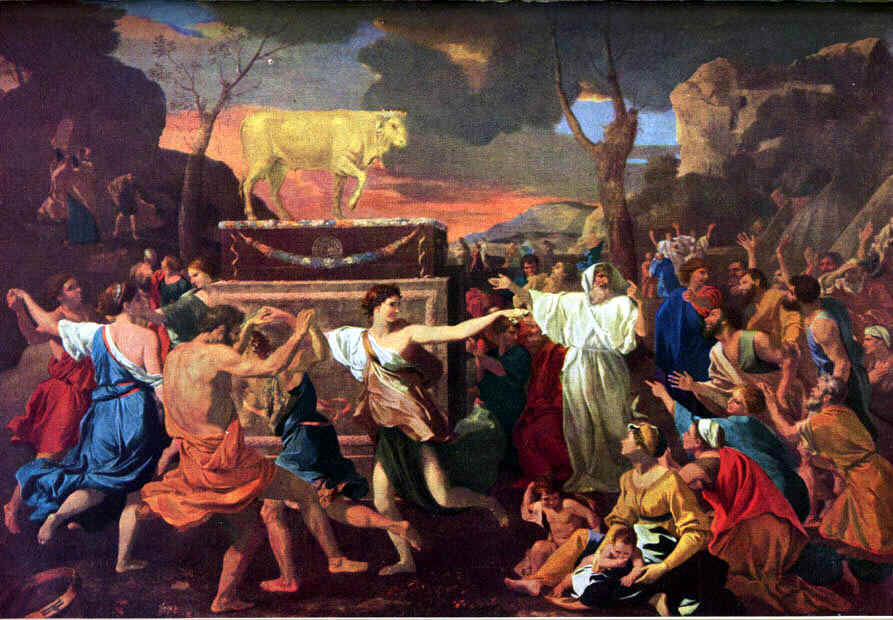
De aanbidding van het Gouden Kalf
Nicolas Poussin (1633)

Volgens de Italiaanse rabbijn Owadja Sforno werden de instructies voor de bouw van de tabernakel gegeven na de aanbidding van het gouden kalf. De tabernakel zou een blijk zijn van Gods vergeving, maar hield wel in dat de aanbidding van de joden voortaan aan regels gebonden werd. Volgens de 12e-eeuwse rabbijn Maimonides aanbaden de Israëlieten het gouden kalf uit de behoefte om iets tastbaars te aanbidden, zoals zij dat hadden gezien toen zij nog in Egypte waren. Door de tabernakel zou God volgens Maimonides aan deze behoefte voldoen. De kabbalist Nachmanides spreekt dit echter tegen, volgens hem wilde God door middel van de tabernakel zijn volk op een aanschouwelijke wijze tonen dat hij in hun nabijheid wilde zijn en zou een studie van de symboliek dit besef nog meer doen groeien.
De 13e-eeuwse rabbijn Juda Halevi benadrukte dat Bezaleël en Aholiab de tabernakel exact bouwden volgens Gods instructies, want men kan God niet leren kennen door eigen inzicht te gebruiken, maar alleen door Gods gedachten te doorgronden. Veel joodse rabbijnen en filosofen onderschreven deze opinie en zochten naar een diepere symboliek van de tabernakel. Zo zou de lampenstandaard volgens sommigen een verwijzing zijn naar de brandende braamstruik op de Sinaï die, net als de lampen, niet uitdoofde. De zeven lampen op de lampenstandaard zouden zes planeten en een centrale zon vertegenwoordigen, die samen het heelal symboliseren. De lampenstandaard stond voor het voorhangsel van het Allerheiligste, net zoals het heelal voor Gods aangezicht staat: Gods ogen zien alles. Ook de maten van de tabernakel en de inventaris vormen een onderwerp van studie. De halve eenheden in de maatvoering van de Ark van het Verbond zouden volgens sommige rabbijnen bijvoorbeeld symbool kunnen staan voor de openhartigheid van diegenen die de Thora willen begrijpen of voor de empathie die een Thorageleerde met zijn medemens dient te hebben, tot aan verdriet toe.
Volgens de Midrasj Tadshe, een van de kleine midrasjiem (rabbijnse exegesen), beelden de twee altaren twee verschillende vormen van devotie uit. Het koperen brandofferaltaar zou staan voor lichamelijke devotie, aangezien het lichaam zich, net als dit altaar, voedt met dierlijk vlees. Op het gouden reukaltaar wordt het vluchtige reukwerk verbrand en dit altaar beeldt volgens de midrasj derhalve de devotie van de ziel uit. Dit lijkt in lijn te zijn met Davids woorden in Psalm 141, waarin hij wenst dat zijn gebed als reukwerk voor Gods aangezicht wordt bereid. Andere rabbijnen vergeleken de door het reukwerk gesymboliseerde devotie van de ziel met de studie van de Thora, terwijl het koperen altaar liefdadigheid aan de armen verbeeldt.

### Uitleg volgens het Nieuwe Testament
Een aantal boeken van het Nieuwe Testament geeft uitleggingen betreffende de symboliek van de tabernakel en de inventaris. De gedachte dat de tabernakel symbool staat voor Gods verblijf tussen de mensen wordt ondersteund in Openbaring, waar Ezechiël 37:27 wordt geciteerd:

En ik hoorde een grote stem uit den hemel, zeggende: Ziet, de tabernakel Gods is bij de mensen, en Hij zal bij hen wonen, en zij zullen Zijn volk zijn, en God Zelf zal bij hen [en] hun God zijn.
— Openbaring 21:3 - Statenvertaling

Een uitgebreide behandeling van de symboliek van de tabernakel is te vinden in Hebreeën 8-9. Deze verklaren dat de tabernakel een afschaduwing is van een tempel die zich in de hemel bevindt. Terwijl in vroegere tijden de hogepriester elk jaar verzoening deed voor het volk door bloed te sprenkelen in het Allerheiligste, deed Jezus Christus iets soortgelijks door zijn leven te geven. Door dit volmaakte offer in de hemel aan te bieden werd de weg vrij gemaakt 'tot in de heilige plaats'. De protestante evangelist Johannes de Heer vergeleek in dit licht het reukaltaar met de verlossing door Jezus Christus. Het reukaltaar staat immers tussen het volk in de voorhof en God in het Allerheiligste in, zo zou Christus als verzoener tussen de mensen en God staan. Jezus' dood luidde volgens de christenen een 'nieuw verbond' in, waardoor de noodzaak om offers in de tempel te brengen kwam te vervallen. Doordat het tempelgordijn van boven naar beneden doormidden scheurde toen Jezus stierf werd volgens sommige commentators dit verbond vanuit de hemel bekrachtigd.
In Openbaring 1 wordt een visioen beschreven waarin zeven kandelaars rondom Jezus Christus staan. Het verhaal vergelijkt deze kandelaars met zeven christelijke gemeenten in Klein-Azië. De leden van de gemeente Efeze krijgen de raad om weer op het rechte pad te gaan. Wanneer ze dit niet doen zal hun licht weggenomen worden, wat betekent dat hun gemeente zal worden opgeheven. Volgens de Britse predikant Matthew Henry ontvangt de door een kandelaar gesymboliseerde kerk haar licht van God en geeft dit door aan de kerkleden. De kerk dient derhalve heilig en puur te zijn, wat wordt gesymboliseerd door het goud van de kandelaars. Er is onzekerheid of het over zeven losse kandelaars gaat of over een zevenarmige lampenstandaard, zoals in de tabernakel. Bijbelcommentators die menen dat het over losse kandelaars gaat opperen diverse theorieën over de symboliek. Volgens het Pulpitcommentaar bijvoorbeeld wordt de verspreiding van de christelijke kerken in de wereld gesymboliseerd, wat een contrast vormt met de vaste plaats van de oude joodse tempel in Jeruzalem. Volgens de Schotse geestelijke William Robertson Nicoll wordt door het uit elkaar halen van de kandelaren gesymboliseerd dat de joodse menora zijn symboliek verloren heeft.